# U-19-Handball-Weltmeisterschaft 2023
Die 10. U-19-Handball-Weltmeisterschaft der Männer wurde vom 2. bis 13. August 2023 in Kroatien ausgetragen. Veranstalter war die Internationale Handballföderation (IHF). Die Auswahl Spaniens gewann das Turnier.

## Qualifikation
| Europa | Nordamerika und Karibik   | Ozeanien   | Süd- und Zentralamerika     | Afrika                                  | Asien                                     | IHF-Trophy |
| --- | ------------------------- | ---------- | --------------------------- | --------------------------------------- | ----------------------------------------- | ---------- |
| Österreich Tschechien Dänemark Färöer Deutschland Ungarn Island Montenegro Nordmazedonien Norwegen Portugal Slowenien Spanien Schweden Kroatien | Mexiko Vereinigte Staaten | Neuseeland | Argentinien Brasilien Chile | Algerien Burundi Ruanda Marokko Ägypten | Bahrain Südkorea Japan Iran Saudi-Arabien | Georgien   |

Quelle:

## Gruppenauslosung
Die Auslosung der Vorrundengruppen fand am 3. März 2023 in Zagrebstatt und wurde vom Weltmeister, Olympiasieger und früheren HSV-Profi Igor Vori durchgeführt.
| Topf 1      | Topf 2      | Topf 3         | Topf 4             |
| ----------- | ----------- | -------------- | ------------------ |
| Ägypten     | Südkorea    | Ruanda         | Mexiko             |
| Spanien     | Kroatien    | Iran           | Burundi            |
| Schweden    | Färöer      | Saudi-Arabien  | Algerien           |
| Deutschland | Island      | Nordmazedonien | Tschechien         |
| Ungarn      | Slowenien   | Japan          | Bahrain            |
| Dänemark    | Montenegro  | Brasilien      | Vereinigte Staaten |
| Norwegen    | Argentinien | Chile          | Neuseeland         |
| Portugal    | Österreich  | Marokko        | Georgien           |

| Gruppe A Varazdin | Gruppe B Varazdin | Gruppe C Koprivnica | Gruppe D Koprivnica | Gruppe E Rijeka | Gruppe F Rijeka | Gruppe G Opatija   | Gruppe H Opatija |
| ----------------- | ----------------- | ------------------- | ------------------- | --------------- | --------------- | ------------------ | ---------------- |
| Portugal          | Ungarn1           | Ägypten1            | Spanien1            | Dänemark1       | Norwegen1       | Deutschland1       | Schweden1        |
| Kroatien1         | Slowenien         | Island              | Südkorea            | Österreich      | Montenegro      | Argentinien        | Färöer           |
| Ruanda            | Marokko           | Japan               | Brasilien           | Chile           | Nordmazedonien  | Saudi-Arabien      | Iran             |
| Algerien          | Neuseeland        | Tschechien          | Bahrain             | Mexiko          | Georgien        | Vereinigte Staaten | Burundi          |

1 Diese Mannschaften wurden als Gruppenköpfe vorab durch die IHF in den jeweiligen Gruppen gesetzt.

## Turnierverlauf

### Vorrunde
Die folgende Liste der Vorrundenspiele wurde gemäß den Regularien der IHF erstellt und kann sich vor dem Turnierbeginn aber nochmal ändern, z. B. durch die Festlegung der Eröffnungsspiele.
Die Vorrundenspiele werden als Punktspiele ausgetragen. Dabei bekommt eine Mannschaft pro Sieg zwei Punkte und bei einem Unentschieden einen Punkt. Keine Punkte gibt es bei einer Niederlage. Sind nach Abschluss der Vorrundenspiele zwei oder mehrere Mannschaften punktgleich, wird nach folgenden Kriterien über die Platzierung entscheiden:
1. höhere Anzahl Punkte in den Direktbegegnungen der punktgleichen Teams;
2. bessere Tordifferenz in den Direktbegegnungen der punktgleichen Teams;
3. höhere Anzahl Tore in den Direktbegegnungen der punktgleichen Teams;
4. bessere Tordifferenz aus allen Gruppenspielen;
5. höhere Anzahl Tore aus allen Gruppenspielen;
6. das Los.

Legende

Die Uhrzeiten sind in MEZ angegeben.

#### Gruppe A
| Pl. | Land     | Sp. | S | U | N | Tore     | Diff. | Punkte |
| --- | -------- | --- | - | - | - | -------- | ----- | ------ |
| 1.  | Kroatien | 3   | 3 | 0 | 0 | 0134:640 | +70   | 6      |
| 2.  | Portugal | 3   | 2 | 0 | 1 | 0118:810 | +37   | 4      |
| 3.  | Algerien | 3   | 1 | 0 | 2 | 071:1100 | −39   | 2      |
| 4.  | Ruanda   | 3   | 0 | 0 | 3 | 069:1370 | −68   | 0      |

| 2. August 2023 13:00 Uhr | Portugal                       | 50:24          | Ruanda                               | Varazdin Zuschauer: 60 Schiedsrichter: Heidy Elsaied / Mariana Garcia |
| 2. August 2023 13:00 Uhr | meiste Tore: José Ferreira (9) | (26:5)         | meiste Tore: Mbesutunguwe Samuel (8) | Varazdin Zuschauer: 60 Schiedsrichter: Heidy Elsaied / Mariana Garcia |
| 2. August 2023 13:00 Uhr | Strafen: 5×                    | Spielstatistik | Strafen: 6× 1×                       | Varazdin Zuschauer: 60 Schiedsrichter: Heidy Elsaied / Mariana Garcia |

| 2. August 2023 19:30 Uhr | Kroatien                                           | 42:19          | Algerien                                      | Varazdin Zuschauer: 600 Schiedsrichter: Alexei Covalciuc / Igor Covalciuc |
| 2. August 2023 19:30 Uhr | meiste Tore: Marko Tkalec, Tonći Ivanišević (je 7) | (19:6)         | meiste Tore: Adri Zakaria, Atek Youcef (je 5) | Varazdin Zuschauer: 600 Schiedsrichter: Alexei Covalciuc / Igor Covalciuc |
| 2. August 2023 19:30 Uhr | Strafen: 3×                                        | Spielstatistik | Strafen: 4×                                   | Varazdin Zuschauer: 600 Schiedsrichter: Alexei Covalciuc / Igor Covalciuc |

| 4. August 2023 15:30 Uhr | Algerien                     | 19:41          | Portugal                       | Varazdin Zuschauer: 150 Schiedsrichter: Khasan Ismoilov / Khusan Ismoilov |
| 4. August 2023 15:30 Uhr | meiste Tore: Atek Youcef (9) | (8:15)         | meiste Tore: Nuno Oliveira (8) | Varazdin Zuschauer: 150 Schiedsrichter: Khasan Ismoilov / Khusan Ismoilov |
| 4. August 2023 15:30 Uhr | Strafen: 1× 9×               | Spielstatistik | Strafen: 5×                    | Varazdin Zuschauer: 150 Schiedsrichter: Khasan Ismoilov / Khusan Ismoilov |

| 4. August 2023 19:30 Uhr | Kroatien                                                | 54:18          | Ruanda                               | Varazdin Zuschauer: 560 Schiedsrichter: Raymel Reyes / Alexys Zuniga |
| 4. August 2023 19:30 Uhr | meiste Tore: Tonći Ivanišević, Aleksandar Čaprić (je 8) | (25:9)         | meiste Tore: Mbesutunguwe Samuel (5) | Varazdin Zuschauer: 560 Schiedsrichter: Raymel Reyes / Alexys Zuniga |
| 4. August 2023 19:30 Uhr | Strafen: 1× 2×                                          | Spielstatistik | Strafen: 2×                          | Varazdin Zuschauer: 560 Schiedsrichter: Raymel Reyes / Alexys Zuniga |

| 5. August 2023 15:30 Uhr | Ruanda                               | 27:33          | Algerien                              | Varazdin Zuschauer: 175 Schiedsrichter: Fadel Diop / Abdoulaye Faye |
| 5. August 2023 15:30 Uhr | meiste Tore: Mbesutunguwe Samuel (8) | (13:18)        | meiste Tore: Djemati Abdelouahab (10) | Varazdin Zuschauer: 175 Schiedsrichter: Fadel Diop / Abdoulaye Faye |
| 5. August 2023 15:30 Uhr | Strafen: 1× 3× 1×                    | Spielstatistik | Strafen: 1× 5×                        | Varazdin Zuschauer: 175 Schiedsrichter: Fadel Diop / Abdoulaye Faye |

| 5. August 2023 19:30 Uhr | Portugal                     | 27:38          | Kroatien                       | Varazdin Zuschauer: 1100 Schiedsrichter: Santiago Martin Correa / Agustin Conberse |
| 5. August 2023 19:30 Uhr | meiste Tore: Tiago Sousa (7) | (12:19)        | meiste Tore: Vito Glivetic (8) | Varazdin Zuschauer: 1100 Schiedsrichter: Santiago Martin Correa / Agustin Conberse |
| 5. August 2023 19:30 Uhr | Strafen: 1× 6×               | Spielstatistik | Strafen: 2× 4×                 | Varazdin Zuschauer: 1100 Schiedsrichter: Santiago Martin Correa / Agustin Conberse |

#### Gruppe B
| Pl. | Land       | Sp. | S | U | N | Tore     | Diff. | Punkte |
| --- | ---------- | --- | - | - | - | -------- | ----- | ------ |
| 1.  | Ungarn     | 3   | 3 | 0 | 0 | 0115:590 | +56   | 6      |
| 2.  | Slowenien  | 3   | 2 | 0 | 1 | 0123:600 | +63   | 4      |
| 3.  | Marokko    | 3   | 1 | 0 | 2 | 091:930  | −2    | 2      |
| 4.  | Neuseeland | 3   | 0 | 0 | 3 | 035:1520 | −117  | 0      |

| 2. August 2023 15:00 Uhr | Ungarn                           | 37:28          | Marokko                                             | Varazdin Zuschauer: 120 Schiedsrichter: Raymel Reyes / Alexys Zuniga |
| 2. August 2023 15:00 Uhr | meiste Tore: Zsombor Szepesi (8) | (19:11)        | meiste Tore: Abdellah Razgui, Amine Bilghoul (je 6) | Varazdin Zuschauer: 120 Schiedsrichter: Raymel Reyes / Alexys Zuniga |
| 2. August 2023 15:00 Uhr | Strafen: 3× 1×                   | Spielstatistik | Strafen: 3×                                         | Varazdin Zuschauer: 120 Schiedsrichter: Raymel Reyes / Alexys Zuniga |

| 2. August 2023 17:00 Uhr | Slowenien                       | 60:11          | Neuseeland                      | Varazdin Zuschauer: 200 Schiedsrichter: Fadel Diop / Abdoulaye Faye |
| 2. August 2023 17:00 Uhr | meiste Tore: Luka Kačičnik (10) | (30:3)         | meiste Tore: John Whittaker (3) | Varazdin Zuschauer: 200 Schiedsrichter: Fadel Diop / Abdoulaye Faye |
| 2. August 2023 17:00 Uhr | Strafen: 1× 5×                  | Spielstatistik | Strafen: 1×                     | Varazdin Zuschauer: 200 Schiedsrichter: Fadel Diop / Abdoulaye Faye |

| 4. August 2023 13:30 Uhr | Neuseeland                                         | 6:49           | Ungarn                         | Varazdin Zuschauer: 100 Schiedsrichter: Mariana Garcia / Heidy Elsaied |
| 4. August 2023 13:30 Uhr | meiste Tore: Hector Pringot, John Whittaker (je 2) | (2:26)         | meiste Tore: Roland Terjék (8) | Varazdin Zuschauer: 100 Schiedsrichter: Mariana Garcia / Heidy Elsaied |
| 4. August 2023 13:30 Uhr | Strafen: 2×                                        | Spielstatistik | Strafen: 1× 2×                 | Varazdin Zuschauer: 100 Schiedsrichter: Mariana Garcia / Heidy Elsaied |

| 4. August 2023 17:30 Uhr | Slowenien                      | 38:20          | Marokko                                                         | Varazdin Zuschauer: 250 Schiedsrichter: Yufeng Cheng / Yunlei Zhou |
| 4. August 2023 17:30 Uhr | meiste Tore: Luka Kačičnik (7) | (17:7)         | meiste Tore: Lbachir Mansouri, Noam Bernard el Ouadrhiri (je 4) | Varazdin Zuschauer: 250 Schiedsrichter: Yufeng Cheng / Yunlei Zhou |
| 4. August 2023 17:30 Uhr | Strafen: 1×                    | Spielstatistik | Strafen: 4× 1×                                                  | Varazdin Zuschauer: 250 Schiedsrichter: Yufeng Cheng / Yunlei Zhou |

| 5. August 2023 13:30 Uhr | Marokko                          | 43:18          | Neuseeland                    | Varazdin Zuschauer: 100 Schiedsrichter: Maali Nawaf Alenezi / Dalal Alnaseem |
| 5. August 2023 13:30 Uhr | meiste Tore: Ouahib Ilyasse (12) | (21:7)         | meiste Tore: Paul Pringot (7) | Varazdin Zuschauer: 100 Schiedsrichter: Maali Nawaf Alenezi / Dalal Alnaseem |
| 5. August 2023 13:30 Uhr | Strafen: 3×                      | Spielstatistik | Strafen: 1×                   | Varazdin Zuschauer: 100 Schiedsrichter: Maali Nawaf Alenezi / Dalal Alnaseem |

| 5. August 2023 17:30 Uhr | Ungarn                          | 29:25          | Slowenien                     | Varazdin Zuschauer: 550 Schiedsrichter: German Araujo / Nicolas Perdomo |
| 5. August 2023 17:30 Uhr | meiste Tore: Kristóf Csörgő (8) | (14:14)        | meiste Tore: Mlivić Malik (6) | Varazdin Zuschauer: 550 Schiedsrichter: German Araujo / Nicolas Perdomo |
| 5. August 2023 17:30 Uhr | Strafen: 1× 5× 1×               | Spielstatistik | Strafen: 6× 1×                | Varazdin Zuschauer: 550 Schiedsrichter: German Araujo / Nicolas Perdomo |

#### Gruppe C
| Pl. | Land       | Sp. | S | U | N | Tore     | Diff. | Punkte |
| --- | ---------- | --- | - | - | - | -------- | ----- | ------ |
| 1.  | Ägypten    | 3   | 3 | 0 | 0 | 0101:840 | +17   | 6      |
| 2.  | Tschechien | 3   | 2 | 0 | 1 | 081:810  | ±0    | 4      |
| 3.  | Island     | 3   | 1 | 0 | 2 | 092:900  | +2    | 2      |
| 4.  | Japan      | 3   | 0 | 0 | 3 | 086:1050 | −19   | 0      |

| 2. August 2023 13:30 Uhr | Ägypten                          | 40:32          | Japan                             | Koprivnica Zuschauer: 100 Schiedsrichter: Khasan Ismoilov / Khusan Ismoilov |
| 2. August 2023 13:30 Uhr | meiste Tore: Mohamed Elsayed (6) | (21:16)        | meiste Tore: Kotaro Tachibana (8) | Koprivnica Zuschauer: 100 Schiedsrichter: Khasan Ismoilov / Khusan Ismoilov |
| 2. August 2023 13:30 Uhr | Strafen: 5×                      | Spielstatistik | Strafen: 2×                       | Koprivnica Zuschauer: 100 Schiedsrichter: Khasan Ismoilov / Khusan Ismoilov |

| 2. August 2023 15:30 Uhr | Island                                                                            | 27:29          | Tschechien                     | Koprivnica Zuschauer: 150 Schiedsrichter: Yann Carmaux / Julien Mursch |
| 2. August 2023 15:30 Uhr | meiste Tore: Hans Jörgen Ólafsson, Elmar Erlingsson, Reynir Þór Stefánsson (je 4) | (10:12)        | meiste Tore: David Flajsar (6) | Koprivnica Zuschauer: 150 Schiedsrichter: Yann Carmaux / Julien Mursch |
| 2. August 2023 15:30 Uhr | Strafen: 1× 4×                                                                    | Spielstatistik | Strafen: 3×                    | Koprivnica Zuschauer: 150 Schiedsrichter: Yann Carmaux / Julien Mursch |

| 3. August 2023 13:30 Uhr | Tschechien                     | 22:28          | Ägypten                                | Koprivnica Zuschauer: 100 Schiedsrichter: Santiago Martin Correa / Agustin Conberse |
| 3. August 2023 13:30 Uhr | meiste Tore: Daniel Erebai (6) | (8:14)         | meiste Tore: Belal Ibrahim Massoud (7) | Koprivnica Zuschauer: 100 Schiedsrichter: Santiago Martin Correa / Agustin Conberse |
| 3. August 2023 13:30 Uhr | Strafen: 1× 4×                 | Spielstatistik | Strafen: 1× 6×                         | Koprivnica Zuschauer: 100 Schiedsrichter: Santiago Martin Correa / Agustin Conberse |

| 3. August 2023 15:30 Uhr | Island                            | 35:28          | Japan                                                              | Koprivnica Zuschauer: 150 Schiedsrichter: Maali Nawaf Alenezi / Dalal Alnaseem |
| 3. August 2023 15:30 Uhr | meiste Tore: Össur Haraldsson (5) | (13:10)        | meiste Tore: Nikita Nakaoki, Koshiro Hori, Hayato Takeshita (je 4) | Koprivnica Zuschauer: 150 Schiedsrichter: Maali Nawaf Alenezi / Dalal Alnaseem |
| 3. August 2023 15:30 Uhr | Strafen: 1× 8×                    | Spielstatistik | Strafen: 1×                                                        | Koprivnica Zuschauer: 150 Schiedsrichter: Maali Nawaf Alenezi / Dalal Alnaseem |

| 5. August 2023 13:30 Uhr | Japan                                              | 26:30          | Tschechien                   | Koprivnica Zuschauer: 150 Schiedsrichter: Andjelina Kazanegra / Jelena Vujacic |
| 5. August 2023 13:30 Uhr | meiste Tore: Soi Hasegawa, Kotaro Tachibana (je 5) | (15:13)        | meiste Tore: Jonáš Josef (7) | Koprivnica Zuschauer: 150 Schiedsrichter: Andjelina Kazanegra / Jelena Vujacic |
| 5. August 2023 13:30 Uhr | Strafen: 1× 3×                                     | Spielstatistik | Strafen: 1× 2×               | Koprivnica Zuschauer: 150 Schiedsrichter: Andjelina Kazanegra / Jelena Vujacic |

| 5. August 2023 15:30 Uhr | Ägypten                      | 33:30          | Island                                  | Koprivnica Zuschauer: 200 Schiedsrichter: Alexei Covalciuc / Igor Covalciuc |
| 5. August 2023 15:30 Uhr | meiste Tore: Ziad Hashad (6) | (14:15)        | meiste Tore: Reynir Thór Stefánsson (9) | Koprivnica Zuschauer: 200 Schiedsrichter: Alexei Covalciuc / Igor Covalciuc |
| 5. August 2023 15:30 Uhr | Strafen: 5× 2×               | Spielstatistik | Strafen: 1× 7×                          | Koprivnica Zuschauer: 200 Schiedsrichter: Alexei Covalciuc / Igor Covalciuc |

#### Gruppe D
| Pl. | Land      | Sp. | S | U | N | Tore     | Diff. | Punkte |
| --- | --------- | --- | - | - | - | -------- | ----- | ------ |
| 1.  | Spanien   | 3   | 3 | 0 | 0 | 0105:690 | +36   | 6      |
| 2.  | Brasilien | 3   | 2 | 0 | 1 | 088:900  | −2    | 4      |
| 3.  | Bahrain   | 3   | 1 | 0 | 2 | 072:850  | −13   | 2      |
| 4.  | Südkorea  | 3   | 0 | 0 | 3 | 080:1010 | −21   | 0      |

| 2. August 2023 17:30 Uhr | Spanien                                | 38:29          | Brasilien                                                               | Koprivnica Zuschauer: 100 Schiedsrichter: Andjelina Kazanegra / Jelena Vujacic |
| 2. August 2023 17:30 Uhr | meiste Tore: Víctor Romero Holguin (9) | (18:17)        | meiste Tore: Mikael Lopes Candido, Lucas Gabriel Vieira Da Silva (je 7) | Koprivnica Zuschauer: 100 Schiedsrichter: Andjelina Kazanegra / Jelena Vujacic |
| 2. August 2023 17:30 Uhr | Strafen: 2× 1×                         | Spielstatistik | Strafen: 1× 8×                                                          | Koprivnica Zuschauer: 100 Schiedsrichter: Andjelina Kazanegra / Jelena Vujacic |

| 2. August 2023 19:30 Uhr | Südkorea                                       | 28:32          | Bahrain                        | Koprivnica Zuschauer: 100 Schiedsrichter: German Araujo / Nicolas Perdomo |
| 2. August 2023 19:30 Uhr | meiste Tore: Jinhyeok Moon, Jihwan Choi (je 7) | (13:14)        | meiste Tore: Jaffar Farsan (9) | Koprivnica Zuschauer: 100 Schiedsrichter: German Araujo / Nicolas Perdomo |
| 2. August 2023 19:30 Uhr | Strafen: 2×                                    | Spielstatistik | Strafen: 2×                    | Koprivnica Zuschauer: 100 Schiedsrichter: German Araujo / Nicolas Perdomo |

| 3. August 2023 17:30 Uhr | Bahrain                          | 18:29          | Spanien                                | Koprivnica Zuschauer: 150 Schiedsrichter: Yufeng Cheng / Yunlei Zhou |
| 3. August 2023 17:30 Uhr | meiste Tore: Abdulla Mohamed (4) | (8:15)         | meiste Tore: Víctor Romero Holguin (6) | Koprivnica Zuschauer: 150 Schiedsrichter: Yufeng Cheng / Yunlei Zhou |
| 3. August 2023 17:30 Uhr | Strafen: 1×                      | Spielstatistik | Strafen: 1× 3×                         | Koprivnica Zuschauer: 150 Schiedsrichter: Yufeng Cheng / Yunlei Zhou |

| 3. August 2023 19:30 Uhr | Südkorea                        | 30:31          | Brasilien                             | Koprivnica Zuschauer: 100 Schiedsrichter: Fadel Diop / Abdoulaye Faye |
| 3. August 2023 19:30 Uhr | meiste Tore: Jinhyeok Moon (10) | (15:16)        | meiste Tore: Mikael Lopes Candido (9) | Koprivnica Zuschauer: 100 Schiedsrichter: Fadel Diop / Abdoulaye Faye |
| 3. August 2023 19:30 Uhr | Strafen: 1×                     | Spielstatistik | Strafen: 1× 9×                        | Koprivnica Zuschauer: 100 Schiedsrichter: Fadel Diop / Abdoulaye Faye |

| 5. August 2023 17:30 Uhr | Brasilien                                             | 28:22          | Bahrain                      | Koprivnica Zuschauer: 100 Schiedsrichter: Yann Carmaux / Julien Mursch |
| 5. August 2023 17:30 Uhr | meiste Tore: Vinicius Perin, Vinicius Bertoldo (je 5) | (14:13)        | meiste Tore: Mohamed Ali (6) | Koprivnica Zuschauer: 100 Schiedsrichter: Yann Carmaux / Julien Mursch |
| 5. August 2023 17:30 Uhr | Strafen: 2×                                           | Spielstatistik | Strafen: 2×                  | Koprivnica Zuschauer: 100 Schiedsrichter: Yann Carmaux / Julien Mursch |

| 5. August 2023 19:30 Uhr | Spanien                                 | 38:22          | Südkorea                                     | Koprivnica Schiedsrichter: Mariana Garcia / Heidy Elsaied |
| 5. August 2023 19:30 Uhr | meiste Tore: Xavier González Unciti (7) | (17:12)        | meiste Tore: Jinhyeok Moon, Mingi Son (je 4) | Koprivnica Schiedsrichter: Mariana Garcia / Heidy Elsaied |
| 5. August 2023 19:30 Uhr | Strafen: 1× 3×                          | Spielstatistik | Strafen: 1× 3×                               | Koprivnica Schiedsrichter: Mariana Garcia / Heidy Elsaied |

#### Gruppe E
| Pl. | Land       | Sp. | S | U | N | Tore     | Diff. | Punkte |
| --- | ---------- | --- | - | - | - | -------- | ----- | ------ |
| 1.  | Dänemark   | 3   | 3 | 0 | 0 | 0124:700 | +54   | 6      |
| 2.  | Österreich | 3   | 2 | 0 | 1 | 0118:800 | +38   | 4      |
| 3.  | Chile      | 3   | 1 | 0 | 2 | 062:1010 | −39   | 2      |
| 4.  | Mexiko     | 3   | 0 | 0 | 3 | 075:1280 | −53   | 0      |

| 2. August 2023 13:30 Uhr | Dänemark                                | 32:21          | Chile                             | Rijeka Zuschauer: 300 Schiedsrichter: Hideki Furukawa / Tetsuro Murata |
| 2. August 2023 13:30 Uhr | meiste Tore: Frederik Emil Pedersen (6) | (16:12)        | meiste Tore: Camilo Hernández (4) | Rijeka Zuschauer: 300 Schiedsrichter: Hideki Furukawa / Tetsuro Murata |
| 2. August 2023 13:30 Uhr | Strafen: 1× 3×                          | Spielstatistik | Strafen: 1× 2×                    | Rijeka Zuschauer: 300 Schiedsrichter: Hideki Furukawa / Tetsuro Murata |

| 2. August 2023 15:30 Uhr | Österreich                                 | 49:26          | Mexiko                                                                        | Rijeka Zuschauer: 500 Schiedsrichter: Tatjana Prastalo / Vesna Balvan |
| 2. August 2023 15:30 Uhr | meiste Tore: Bernhard Sebastian Huber (11) | (21:10)        | meiste Tore: Juan Humberto Anguiano Lopez, Yahir De Jesús Garcia Reyes (je 7) | Rijeka Zuschauer: 500 Schiedsrichter: Tatjana Prastalo / Vesna Balvan |
| 2. August 2023 15:30 Uhr | Strafen: 6×                                | Spielstatistik | Strafen: 2×                                                                   | Rijeka Zuschauer: 500 Schiedsrichter: Tatjana Prastalo / Vesna Balvan |

| 4. August 2023 13:30 Uhr | Mexiko                                                                  | 21:49          | Dänemark                                | Rijeka Zuschauer: 80 Schiedsrichter: Eunha Lee / Gaeul Lee |
| 4. August 2023 13:30 Uhr | meiste Tore: David Ernesto Morales, Marcos Antonio Santana Gamez (je 4) | (8:26)         | meiste Tore: Frederik Emil Pedersen (8) | Rijeka Zuschauer: 80 Schiedsrichter: Eunha Lee / Gaeul Lee |
| 4. August 2023 13:30 Uhr | Strafen: 2×                                                             | Spielstatistik | Strafen: 1×                             | Rijeka Zuschauer: 80 Schiedsrichter: Eunha Lee / Gaeul Lee |

| 4. August 2023 15:30 Uhr | Österreich                  | 41:11          | Chile                                                                      | Rijeka Zuschauer: 100 Schiedsrichter: Davor Loncar / Zoran Loncar |
| 4. August 2023 15:30 Uhr | meiste Tore: Elmar Böhm (7) | (19:3)         | meiste Tore: Fernando Castillo, Maximiliano Gonzales, Samuel Moreno (je 2) | Rijeka Zuschauer: 100 Schiedsrichter: Davor Loncar / Zoran Loncar |
| 4. August 2023 15:30 Uhr | Strafen: 1× 3×              | Spielstatistik | Strafen: 3×                                                                | Rijeka Zuschauer: 100 Schiedsrichter: Davor Loncar / Zoran Loncar |

| 5. August 2023 13:30 Uhr | Chile                              | 30:28          | Mexiko                                        | Rijeka Zuschauer: 60 Schiedsrichter: Ramesh Thiyagarajah, Suresh Thiyagarajah |
| 5. August 2023 13:30 Uhr | meiste Tore: Fernando Castillo (7) | (19:12)        | meiste Tore: Juan Humberto Anguiano Lopez (8) | Rijeka Zuschauer: 60 Schiedsrichter: Ramesh Thiyagarajah, Suresh Thiyagarajah |
| 5. August 2023 13:30 Uhr | Strafen: 1× 2×                     | Spielstatistik | Strafen: 2×                                   | Rijeka Zuschauer: 60 Schiedsrichter: Ramesh Thiyagarajah, Suresh Thiyagarajah |

| 5. August 2023 15:30 Uhr | Dänemark                                | 43:28          | Österreich                  | Rijeka Zuschauer: 110 Schiedsrichter: Bruna Correa / Renata Correa |
| 5. August 2023 15:30 Uhr | meiste Tore: Frederik Emil Pedersen (8) | (21:15)        | meiste Tore: Elmar Böhm (5) | Rijeka Zuschauer: 110 Schiedsrichter: Bruna Correa / Renata Correa |
| 5. August 2023 15:30 Uhr | Strafen: 1×                             | Spielstatistik | Strafen: 4×                 | Rijeka Zuschauer: 110 Schiedsrichter: Bruna Correa / Renata Correa |

#### Gruppe F
| Pl. | Land           | Sp. | S | U | N | Tore     | Diff. | Punkte |
| --- | -------------- | --- | - | - | - | -------- | ----- | ------ |
| 1.  | Norwegen       | 3   | 3 | 0 | 0 | 0106:710 | +35   | 6      |
| 2.  | Nordmazedonien | 3   | 2 | 0 | 1 | 081:680  | +13   | 4      |
| 3.  | Montenegro     | 3   | 1 | 0 | 2 | 076:890  | −13   | 2      |
| 4.  | Georgien       | 3   | 0 | 0 | 3 | 064:990  | −35   | 0      |

| 2. August 2023 17:30 Uhr | Norwegen                       | 27:25          | Nordmazedonien                       | Rijeka Zuschauer: 628 Schiedsrichter: Ramesh Thiyagarajah / Suresh Thiyagarajah |
| 2. August 2023 17:30 Uhr | meiste Tore: Marius Olseth (9) | (11:9)         | meiste Tore: Mirche Kalajdjieski (7) | Rijeka Zuschauer: 628 Schiedsrichter: Ramesh Thiyagarajah / Suresh Thiyagarajah |
| 2. August 2023 17:30 Uhr | Strafen: 3×                    | Spielstatistik | Strafen: 2× 7× 2×                    | Rijeka Zuschauer: 628 Schiedsrichter: Ramesh Thiyagarajah / Suresh Thiyagarajah |

| 2. August 2023 19:30 Uhr | Montenegro                      | 34:19          | Georgien                         | Rijeka Zuschauer: 300 Schiedsrichter: Khalid Hussein / Fadhil Imran |
| 2. August 2023 19:30 Uhr | meiste Tore: Darko Đurković (9) | (16:11)        | meiste Tore: Sandro Darsania (6) | Rijeka Zuschauer: 300 Schiedsrichter: Khalid Hussein / Fadhil Imran |
| 2. August 2023 19:30 Uhr | Strafen: 1× 3×                  | Spielstatistik |                                  | Rijeka Zuschauer: 300 Schiedsrichter: Khalid Hussein / Fadhil Imran |

| 4. August 2023 17:30 Uhr | Georgien                                                    | 24:38          | Norwegen                                   | Rijeka Zuschauer: 150 Schiedsrichter: Hideki Furukawa / Tetsuro Murata |
| 4. August 2023 17:30 Uhr | meiste Tore: Giorgi Areshidze, Nikolozi Shervashidze (je 4) | (8:20)         | meiste Tore: Eirik Kulvedrosten Solost (8) | Rijeka Zuschauer: 150 Schiedsrichter: Hideki Furukawa / Tetsuro Murata |
| 4. August 2023 17:30 Uhr | Strafen: 5×                                                 | Spielstatistik | Strafen: 3×                                | Rijeka Zuschauer: 150 Schiedsrichter: Hideki Furukawa / Tetsuro Murata |

| 4. August 2023 19:30 Uhr | Montenegro                        | 20:29          | Nordmazedonien                | Rijeka Zuschauer: 150 Schiedsrichter: Alaa Emam / Hossam Hedaia |
| 4. August 2023 19:30 Uhr | meiste Tore: Andrej Dobrkovic (7) | (10:12)        | meiste Tore: 5 Spieler (je 3) | Rijeka Zuschauer: 150 Schiedsrichter: Alaa Emam / Hossam Hedaia |
| 4. August 2023 19:30 Uhr | Strafen: 1× 7×                    | Spielstatistik | Strafen: 1× 5× 1×             | Rijeka Zuschauer: 150 Schiedsrichter: Alaa Emam / Hossam Hedaia |

| 5. August 2023 17:30 Uhr | Nordmazedonien                                                | 27:21          | Georgien                         | Rijeka Zuschauer: 90 Schiedsrichter: Mohamed Chouraki / Achraf El Mouniri |
| 5. August 2023 17:30 Uhr | meiste Tore: Nenad Belistojanovski, Damjan Subashevski (je 6) | (13:10)        | meiste Tore: Sandro Darsania (9) | Rijeka Zuschauer: 90 Schiedsrichter: Mohamed Chouraki / Achraf El Mouniri |
| 5. August 2023 17:30 Uhr | Strafen: 2×                                                   | Spielstatistik | Strafen: 2×                      | Rijeka Zuschauer: 90 Schiedsrichter: Mohamed Chouraki / Achraf El Mouniri |

| 5. August 2023 19:30 Uhr | Norwegen                         | 41:22          | Montenegro                     | Rijeka Zuschauer: 100 Schiedsrichter: Kristof Altmar / Marton Horvath |
| 5. August 2023 19:30 Uhr | meiste Tore: Lasse Sunde Lid (7) | (22:10)        | meiste Tore: Milorad Bakic (4) | Rijeka Zuschauer: 100 Schiedsrichter: Kristof Altmar / Marton Horvath |
| 5. August 2023 19:30 Uhr | Strafen: 1×                      | Spielstatistik | Strafen: 6×                    | Rijeka Zuschauer: 100 Schiedsrichter: Kristof Altmar / Marton Horvath |

#### Gruppe G
| Pl. | Land               | Sp. | S | U | N | Tore     | Diff. | Punkte |
| --- | ------------------ | --- | - | - | - | -------- | ----- | ------ |
| 1.  | Deutschland        | 3   | 3 | 0 | 0 | 0110:570 | +53   | 6      |
| 2.  | Saudi-Arabien      | 3   | 1 | 1 | 1 | 098:800  | +18   | 3      |
| 3.  | Argentinien        | 3   | 1 | 1 | 1 | 078:770  | +1    | 3      |
| 4.  | Vereinigte Staaten | 3   | 0 | 0 | 3 | 050:1220 | −72   | 0      |

| 2. August 2023 13:00 Uhr | Deutschland                    | 37:26          | Saudi-Arabien                  | Opatija Zuschauer: 150 Schiedsrichter: Ismailj Metalari / Nenad Nikolovski |
| 2. August 2023 13:00 Uhr | meiste Tore: Marvin Siemer (8) | (18:13)        | meiste Tore: Qasem Alturki (6) | Opatija Zuschauer: 150 Schiedsrichter: Ismailj Metalari / Nenad Nikolovski |
| 2. August 2023 13:00 Uhr | Strafen: 2× 6×                 | Spielstatistik | Strafen: 1× 4×                 | Opatija Zuschauer: 150 Schiedsrichter: Ismailj Metalari / Nenad Nikolovski |

| 2. August 2023 15:00 Uhr | Argentinien                                        | 33:21          | Vereinigte Staaten                                    | Opatija Schiedsrichter: Eunha Lee / Gaeul Lee |
| 2. August 2023 15:00 Uhr | meiste Tore: Lucas Obregón, Nicolás Barceló (je 5) | (20:10)        | meiste Tore: Kaeden Kuhlmeyer, Maksim McCauley (je 5) | Opatija Schiedsrichter: Eunha Lee / Gaeul Lee |
| 2. August 2023 15:00 Uhr | Strafen: 3×                                        | Spielstatistik | Strafen: 1×                                           | Opatija Schiedsrichter: Eunha Lee / Gaeul Lee |

| 3. August 2023 13:00 Uhr | Vereinigte Staaten             | 15:46          | Deutschland                                   | Opatija Zuschauer: 250 Schiedsrichter: Mohamed Chouraki / Achraf El Mouniri |
| 3. August 2023 13:00 Uhr | meiste Tore: John Gallittu (4) | (7:21)         | meiste Tore: Marvin Siemer, Tim Gömmel (je 9) | Opatija Zuschauer: 250 Schiedsrichter: Mohamed Chouraki / Achraf El Mouniri |
| 3. August 2023 13:00 Uhr |                                | Spielstatistik | Strafen: 2× 4×                                | Opatija Zuschauer: 250 Schiedsrichter: Mohamed Chouraki / Achraf El Mouniri |

| 3. August 2023 15:00 Uhr | Argentinien                     | 29:29          | Saudi-Arabien                                        | Opatija Zuschauer: 130 Schiedsrichter: Davor Loncar/ Zoran Loncar (HRV) |
| 3. August 2023 15:00 Uhr | meiste Tore: Lucas Obregón (10) | (13:14)        | meiste Tore: Sajjad Al Fardan, Hussain Furaij (je 6) | Opatija Zuschauer: 130 Schiedsrichter: Davor Loncar/ Zoran Loncar (HRV) |
| 3. August 2023 15:00 Uhr | Strafen: 1× 6× 2×               | Spielstatistik | Strafen: 1× 8×                                       | Opatija Zuschauer: 130 Schiedsrichter: Davor Loncar/ Zoran Loncar (HRV) |

| 5. August 2023 13:00 Uhr | Saudi-Arabien                    | 43:14          | Vereinigte Staaten                | Opatija Zuschauer: 200 Schiedsrichter: Tatjana Prastalo / Vesna Balvan |
| 5. August 2023 13:00 Uhr | meiste Tore: Hussain Furaij (15) | (22:7)         | meiste Tore: Benjamin Edwards (5) | Opatija Zuschauer: 200 Schiedsrichter: Tatjana Prastalo / Vesna Balvan |
| 5. August 2023 13:00 Uhr | Strafen: 4×                      | Spielstatistik | Strafen: 7×                       | Opatija Zuschauer: 200 Schiedsrichter: Tatjana Prastalo / Vesna Balvan |

| 5. August 2023 15:00 Uhr | Deutschland                  | 27:16          | Argentinien                            | Opatija Zuschauer: 300 Schiedsrichter: Alaa Emam / Hossam Hedaia |
| 5. August 2023 15:00 Uhr | meiste Tore: Fritz Haake (6) | (13:5)         | meiste Tore: Tobias Ojea Christino (5) | Opatija Zuschauer: 300 Schiedsrichter: Alaa Emam / Hossam Hedaia |
| 5. August 2023 15:00 Uhr | Strafen: 3×                  | Spielstatistik | Strafen: 1×                            | Opatija Zuschauer: 300 Schiedsrichter: Alaa Emam / Hossam Hedaia |

#### Gruppe H
| Pl. | Land     | Sp. | S | U | N | Tore     | Diff. | Punkte |
| --- | -------- | --- | - | - | - | -------- | ----- | ------ |
| 1.  | Iran     | 3   | 2 | 1 | 0 | 0101:770 | +24   | 5      |
| 2.  | Färöer   | 3   | 2 | 0 | 1 | 0114:810 | +33   | 4      |
| 3.  | Schweden | 3   | 1 | 1 | 1 | 0119:760 | +43   | 3      |
| 4.  | Burundi  | 3   | 0 | 0 | 3 | 061:1610 | −100  | 0      |

| 2. August 2023 17:00 Uhr | Schweden                      | 26:26          | Iran                                | Opatija Zuschauer: 110 Schiedsrichter: Kristof Altmar / Marton Horvath |
| 2. August 2023 17:00 Uhr | meiste Tore: Axel Mansson (7) | (12:9)         | meiste Tore: Amirhossein Karami (9) | Opatija Zuschauer: 110 Schiedsrichter: Kristof Altmar / Marton Horvath |
| 2. August 2023 17:00 Uhr | Strafen: 1×                   | Spielstatistik | Strafen: 6× 1×                      | Opatija Zuschauer: 110 Schiedsrichter: Kristof Altmar / Marton Horvath |

| 2. August 2023 19:00 Uhr | Färoer                       | 53:21          | Burundi                            | Opatija Schiedsrichter: Renata Correa / Bruna Correa |
| 2. August 2023 19:00 Uhr | meiste Tore: Óli Mittún (11) | (30:8)         | meiste Tore: Ndayiragije Benin (6) | Opatija Schiedsrichter: Renata Correa / Bruna Correa |
| 2. August 2023 19:00 Uhr | Strafen: 1×                  | Spielstatistik | Strafen: 1× 6× 1×                  | Opatija Schiedsrichter: Renata Correa / Bruna Correa |

| 3. August 2023 17:00 Uhr | Burundi                          | 16:62          | Schweden                                                   | Opatija Zuschauer: 150 Schiedsrichter: Khalid Hussein/ Fadhil Imran |
| 3. August 2023 17:00 Uhr | meiste Tore: Arakaza Bernard (6) | (4:31)         | meiste Tore: Love Sundewall, Isak Hasanic Holmgren (je 10) | Opatija Zuschauer: 150 Schiedsrichter: Khalid Hussein/ Fadhil Imran |
| 3. August 2023 17:00 Uhr | Strafen: 1× 4× 1×                | Spielstatistik | Strafen: 2×                                                | Opatija Zuschauer: 150 Schiedsrichter: Khalid Hussein/ Fadhil Imran |

| 3. August 2023 19:00 Uhr | Färoer                      | 27:29          | Iran                          | Opatija Schiedsrichter: Alaa Emam/ Hossam Hedaia |
| 3. August 2023 19:00 Uhr | meiste Tore: Óli Mittún (9) | (13:9)         | meiste Tore: Mehdi Moradi (8) | Opatija Schiedsrichter: Alaa Emam/ Hossam Hedaia |
| 3. August 2023 19:00 Uhr | Strafen: 2×                 | Spielstatistik | Strafen: 2× 5×                | Opatija Schiedsrichter: Alaa Emam/ Hossam Hedaia |

| 5. August 2023 17:00 Uhr | Iran                                 | 46:24          | Burundi                            | Opatija Zuschauer: 100 Schiedsrichter: Davor Loncar / Zoran Loncar |
| 5. August 2023 17:00 Uhr | meiste Tore: Amirhossein Karami (14) | (24:13)        | meiste Tore: Ndayiragije Benin (8) | Opatija Zuschauer: 100 Schiedsrichter: Davor Loncar / Zoran Loncar |
| 5. August 2023 17:00 Uhr | Strafen: 1×                          | Spielstatistik | Strafen: 4× 1×                     | Opatija Zuschauer: 100 Schiedsrichter: Davor Loncar / Zoran Loncar |

| 5. August 2023 19:00 Uhr | Schweden                               | 31:34          | Färoer                       | Opatija Zuschauer: 300 Schiedsrichter: Ismailj Metalari / Nenad Nikolovski |
| 5. August 2023 19:00 Uhr | meiste Tore: Theodor Uliana Starck (6) | (14:14)        | meiste Tore: Óli Mittún (17) | Opatija Zuschauer: 300 Schiedsrichter: Ismailj Metalari / Nenad Nikolovski |
| 5. August 2023 19:00 Uhr | Strafen: 1× 3×                         | Spielstatistik | Strafen: 3×                  | Opatija Zuschauer: 300 Schiedsrichter: Ismailj Metalari / Nenad Nikolovski |

### President’s Cup
Beim President’s Cup ermitteln die dritt- und viertplatzierten Mannschaften aller Vorrundengruppen die Platzierungen 17 bis 32. Der President’s Cup läuft in zwei Phasen ab: Platzierungsrunde und Platzierungsspiele 17 bis 24 bzw. 25 bis 32.
Die erste Phase ist die Platzierungsrunde, in der die Mannschaften in vier Gruppen mit 4 Teams aufgeteilt werden. Die Punktewertung und Entscheidung bei Punktgleichheit erfolgt wie in der Vorrunde beschrieben. Die Ergebnisse, die in der Vorrunde gegen Mannschaften erzielt wurden, die in derselben Platzierungsgruppe antreten, werden übernommen, damit Mannschaften aus derselben Vorrundengruppe nicht nochmals gegeneinander spielen.
Legende

#### Gruppe PC I
| Pl. | Land       | Sp. | S | U | N | Tore     | Diff. | Punkte |
| --- | ---------- | --- | - | - | - | -------- | ----- | ------ |
| 1.  | Marokko    | 3   | 2 | 0 | 1 | 0101:730 | +28   | 4      |
| 2.  | Algerien   | 3   | 2 | 0 | 1 | 094:670  | +27   | 4      |
| 3.  | Ruanda     | 3   | 2 | 0 | 1 | 0104:820 | +22   | 4      |
| 4.  | Neuseeland | 3   | 0 | 0 | 3 | 049:1260 | −77   | 0      |

| 7. August 2023 13:30 Uhr | Algerien                             | 39:14          | Neuseeland                           | Varazdin Zuschauer: 75 Schiedsrichter: Yufeng Cheng / Yunlei Zhou |
| 7. August 2023 13:30 Uhr | meiste Tore: Djemati Abdelouahab (7) | (22:4)         | meiste Tore: Josh Bruce-Campbell (4) | Varazdin Zuschauer: 75 Schiedsrichter: Yufeng Cheng / Yunlei Zhou |
| 7. August 2023 13:30 Uhr | Strafen: 1× 5×                       | Spielstatistik | Strafen: 2×                          | Varazdin Zuschauer: 75 Schiedsrichter: Yufeng Cheng / Yunlei Zhou |

| 7. August 2023 15:30 Uhr | Marokko                          | 32:33          | Ruanda                         | Varazdin Zuschauer: 100 Schiedsrichter: Raymel Reyes / Alexys Zuniga |
| 7. August 2023 15:30 Uhr | meiste Tore: Abdellah Razgui (8) | (17:16)        | meiste Tore: Kayijama Yves (8) | Varazdin Zuschauer: 100 Schiedsrichter: Raymel Reyes / Alexys Zuniga |
| 7. August 2023 15:30 Uhr | Strafen: 3×                      | Spielstatistik | Strafen: 3×                    | Varazdin Zuschauer: 100 Schiedsrichter: Raymel Reyes / Alexys Zuniga |

| 8. August 2023 13:30 Uhr | Ruanda                          | 44:17          | Neuseeland                     | Varazdin Zuschauer: 75 Schiedsrichter: Khasan Ismoilov / Khusan Ismoilov |
| 8. August 2023 13:30 Uhr | meiste Tore: Kayijama Yves (14) | (17:9)         | meiste Tore: Edward Clarke (5) | Varazdin Zuschauer: 75 Schiedsrichter: Khasan Ismoilov / Khusan Ismoilov |
| 8. August 2023 13:30 Uhr | Strafen: 4×                     | Spielstatistik |                                | Varazdin Zuschauer: 75 Schiedsrichter: Khasan Ismoilov / Khusan Ismoilov |

| 8. August 2023 15:30 Uhr | Algerien                             | 22:26          | Marokko                          | Varazdin Zuschauer: 75 Schiedsrichter: Alexei Covalciuc / Igor Covalciuc |
| 8. August 2023 15:30 Uhr | meiste Tore: Djemati Abdelouahab (8) | (10:12)        | meiste Tore: Abdellah Razgui (7) | Varazdin Zuschauer: 75 Schiedsrichter: Alexei Covalciuc / Igor Covalciuc |
| 8. August 2023 15:30 Uhr | Strafen: 1× 6× 1×                    | Spielstatistik | Strafen: 5×                      | Varazdin Zuschauer: 75 Schiedsrichter: Alexei Covalciuc / Igor Covalciuc |

#### Gruppe PC II
| Pl. | Land     | Sp. | S | U | N | Tore     | Diff. | Punkte |
| --- | -------- | --- | - | - | - | -------- | ----- | ------ |
| 1.  | Island   | 3   | 3 | 0 | 0 | 0107:790 | +28   | 6      |
| 2.  | Japan    | 3   | 1 | 0 | 2 | 088:900  | −2    | 2      |
| 3.  | Südkorea | 3   | 1 | 0 | 2 | 085:970  | −12   | 2      |
| 4.  | Bahrain  | 3   | 1 | 0 | 2 | 081:950  | −14   | 2      |

| 7. August 2023 13:30 Uhr | Island                                  | 38:23          | Südkorea                       | Koprivnica Zuschauer: 100 Schiedsrichter: Khalid Hussein / Fadhil Imran |
| 7. August 2023 13:30 Uhr | meiste Tore: Hinrik Hugi Heiðarsson (6) | (18:13)        | meiste Tore: Jinhyeok Moon (6) | Koprivnica Zuschauer: 100 Schiedsrichter: Khalid Hussein / Fadhil Imran |
| 7. August 2023 13:30 Uhr | Strafen: 4×                             | Spielstatistik |                                | Koprivnica Zuschauer: 100 Schiedsrichter: Khalid Hussein / Fadhil Imran |

| 7. August 2023 15:30 Uhr | Bahrain                        | 21:33          | Japan                            | Koprivnica Zuschauer: 50 Schiedsrichter: Mariana Garcia / Heidy Elsaied |
| 7. August 2023 15:30 Uhr | meiste Tore: Jaffar Farsan (5) | (10:13)        | meiste Tore: Kippei Furukawa (6) | Koprivnica Zuschauer: 50 Schiedsrichter: Mariana Garcia / Heidy Elsaied |
| 7. August 2023 15:30 Uhr | Strafen: 1×                    | Spielstatistik | Strafen: 1× 3×                   | Koprivnica Zuschauer: 50 Schiedsrichter: Mariana Garcia / Heidy Elsaied |

| 8. August 2023 13:30 Uhr | Japan                             | 27:34          | Südkorea                     | Koprivnica Zuschauer: 50 Schiedsrichter: Fadel Diop / Abdoulaye Faye |
| 8. August 2023 13:30 Uhr | meiste Tore: Kotaro Tachibana (8) | (10:19)        | meiste Tore: Jihwan Choi (8) | Koprivnica Zuschauer: 50 Schiedsrichter: Fadel Diop / Abdoulaye Faye |
| 8. August 2023 13:30 Uhr | Strafen: 1× 2×                    | Spielstatistik | Strafen: 2×                  | Koprivnica Zuschauer: 50 Schiedsrichter: Fadel Diop / Abdoulaye Faye |

| 8. August 2023 15:30 Uhr | Island                                  | 34:28          | Bahrain                          | Koprivnica Zuschauer: 100 Schiedsrichter: Yufeng Cheng / Yunlei Zhou |
| 8. August 2023 15:30 Uhr | meiste Tore: Reynir Thór Stefánsson (6) | (19:13)        | meiste Tore: Abdulla Mohamed (6) | Koprivnica Zuschauer: 100 Schiedsrichter: Yufeng Cheng / Yunlei Zhou |
| 8. August 2023 15:30 Uhr | Strafen: 7×                             | Spielstatistik | Strafen: 1× 2×                   | Koprivnica Zuschauer: 100 Schiedsrichter: Yufeng Cheng / Yunlei Zhou |

#### Gruppe PC III
| Pl. | Land       | Sp. | S | U | N | Tore    | Diff. | Punkte |
| --- | ---------- | --- | - | - | - | ------- | ----- | ------ |
| 1.  | Montenegro | 3   | 3 | 0 | 0 | 086:670 | +19   | 6      |
| 2.  | Chile      | 3   | 2 | 0 | 1 | 085:770 | +8    | 4      |
| 3.  | Georgien   | 3   | 1 | 0 | 2 | 085:900 | −5    | 2      |
| 4.  | Mexiko     | 3   | 0 | 0 | 3 | 077:990 | −22   | 0      |

| 7. August 2023 13:30 Uhr | Chile                                                   | 34:25          | Georgien                         | Rijeka Zuschauer: 25 Schiedsrichter: Eunha Lee / Gaeul Lee |
| 7. August 2023 13:30 Uhr | meiste Tore: Fernando Castillo, Camilo Hernández (je 7) | (14:9)         | meiste Tore: Sandro Darsania (9) | Rijeka Zuschauer: 25 Schiedsrichter: Eunha Lee / Gaeul Lee |
| 7. August 2023 13:30 Uhr | Strafen: 3×                                             | Spielstatistik | Strafen: 1× 5×                   | Rijeka Zuschauer: 25 Schiedsrichter: Eunha Lee / Gaeul Lee |

| 7. August 2023 15:30 Uhr | Montenegro                     | 28:27          | Mexiko                                        | Rijeka Zuschauer: 50 Schiedsrichter: Hideki Furukawa / Tetsuro Murata |
| 7. August 2023 15:30 Uhr | meiste Tore: Milorad Bakic (6) | (12:15)        | meiste Tore: Juan Humberto Anguiano Lopez (6) | Rijeka Zuschauer: 50 Schiedsrichter: Hideki Furukawa / Tetsuro Murata |
| 7. August 2023 15:30 Uhr | Strafen: 7×                    | Spielstatistik | Strafen: 1× 3×                                | Rijeka Zuschauer: 50 Schiedsrichter: Hideki Furukawa / Tetsuro Murata |

| 8. August 2023 13:30 Uhr | Mexiko                                        | 22:41          | Georgien                              | Rijeka Zuschauer: 40 Schiedsrichter: Alaa Emam / Hossam Hedaia |
| 8. August 2023 13:30 Uhr | meiste Tore: Juan Humberto Anguiano Lopez (7) | (8:20)         | meiste Tore: Vakhtang Khelisupali (9) | Rijeka Zuschauer: 40 Schiedsrichter: Alaa Emam / Hossam Hedaia |
| 8. August 2023 13:30 Uhr | Strafen: 4×                                   | Spielstatistik | Strafen: 1× 3×                        | Rijeka Zuschauer: 40 Schiedsrichter: Alaa Emam / Hossam Hedaia |

| 8. August 2023 15:30 Uhr | Chile                              | 21:24          | Montenegro                                        | Rijeka Zuschauer: 40 Schiedsrichter: Marton Horvath / Kristof Altmar |
| 8. August 2023 15:30 Uhr | meiste Tore: Fernando Castillo (6) | (10:13)        | meiste Tore: Milorad Bakic, Darko Đurković (je 6) | Rijeka Zuschauer: 40 Schiedsrichter: Marton Horvath / Kristof Altmar |
| 8. August 2023 15:30 Uhr | Strafen: 2×                        | Spielstatistik | Strafen: 3×                                       | Rijeka Zuschauer: 40 Schiedsrichter: Marton Horvath / Kristof Altmar |

#### Gruppe PC IV
| Pl. | Land               | Sp. | S | U | N | Tore     | Diff. | Punkte |
| --- | ------------------ | --- | - | - | - | -------- | ----- | ------ |
| 1.  | Schweden           | 3   | 3 | 0 | 0 | 0154:620 | +92   | 6      |
| 2.  | Argentinien        | 3   | 2 | 0 | 1 | 0101:880 | +13   | 4      |
| 3.  | Vereinigte Staaten | 3   | 1 | 0 | 2 | 071:1090 | −38   | 2      |
| 4.  | Burundi            | 3   | 0 | 0 | 3 | 067:1340 | −67   | 0      |

| 7. August 2023 13:00 Uhr | Argentinien                         | 39:25          | Burundi                           | Opatija Zuschauer: 80 Schiedsrichter: Ismailj Metalari / Nenad Nikolovski |
| 7. August 2023 13:00 Uhr | meiste Tore: Nicolas Rodriguez (12) | (16:14)        | meiste Tore: Kamaro Ferdinand (8) | Opatija Zuschauer: 80 Schiedsrichter: Ismailj Metalari / Nenad Nikolovski |
| 7. August 2023 13:00 Uhr | Strafen: 3×                         | Spielstatistik | Strafen: 6×                       | Opatija Zuschauer: 80 Schiedsrichter: Ismailj Metalari / Nenad Nikolovski |

| 7. August 2023 15:00 Uhr | Schweden                                          | 50:17          | Vereinigte Staaten                | Opatija Zuschauer: 110 Schiedsrichter: Mohamed Chouraki / Achraf El Mouniri |
| 7. August 2023 15:00 Uhr | meiste Tore: Love Sundewall, Linus Gustavsson (9) | (24:10)        | meiste Tore: Jordan Fernandez (7) | Opatija Zuschauer: 110 Schiedsrichter: Mohamed Chouraki / Achraf El Mouniri |
| 7. August 2023 15:00 Uhr | Strafen: 1× 3×                                    | Spielstatistik |                                   | Opatija Zuschauer: 110 Schiedsrichter: Mohamed Chouraki / Achraf El Mouniri |

| 8. August 2023 13:00 Uhr | Vereinigte Staaten                 | 33:26          | Burundi                          | Opatija Zuschauer: 100 Schiedsrichter: Eunha Lee / Gaeul Lee |
| 8. August 2023 13:00 Uhr | meiste Tore: Benjamin Edwards (11) | (15:14)        | meiste Tore: Arakaza Bernard (6) | Opatija Zuschauer: 100 Schiedsrichter: Eunha Lee / Gaeul Lee |
| 8. August 2023 13:00 Uhr | Strafen: 3×                        | Spielstatistik | Strafen: 5× 1×                   | Opatija Zuschauer: 100 Schiedsrichter: Eunha Lee / Gaeul Lee |

| 8. August 2023 15:00 Uhr | Argentinien                           | 29:42          | Schweden                      | Opatija Zuschauer: 100 Schiedsrichter: Tatjana Prastalo / Vesna Balvan |
| 8. August 2023 15:00 Uhr | meiste Tore: Tobias Ojea Cristino (8) | (10:21)        | meiste Tore: 4 Spieler (je 6) | Opatija Zuschauer: 100 Schiedsrichter: Tatjana Prastalo / Vesna Balvan |
| 8. August 2023 15:00 Uhr | Strafen: 6×                           | Spielstatistik | Strafen: 3×                   | Opatija Zuschauer: 100 Schiedsrichter: Tatjana Prastalo / Vesna Balvan |

### Hauptrunde
Die erst- und zweitplatzierten Mannschaften aller Vorrundengruppen sind für die vier Hauptrundengruppen qualifiziert. Die Punktewertung und Entscheidung bei Punktgleichheit erfolgt wie in der Vorrunde beschrieben. Die Ergebnisse, die in der Vorrunde gegen Mannschaften erzielt wurden, die in derselben Hauptrundengruppe antreten, werden übernommen, damit Mannschaften aus derselben Vorrundengruppe nicht nochmals gegeneinander spielen. Die ersten beiden Mannschaften jeder Hauptrundengruppe qualifizieren sich für das Viertelfinale, die Mannschaften auf den Plätzen drei und vier spielen in weiteren Platzierungsspielen die Endplatzierungen 9 bis 16 aus.

#### Gruppe HR I
| Pl. | Land      | Sp. | S | U | N | Tore    | Diff. | Punkte |
| --- | --------- | --- | - | - | - | ------- | ----- | ------ |
| 1.  | Kroatien  | 3   | 2 | 1 | 0 | 098:800 | +18   | 5      |
| 2.  | Portugal  | 3   | 2 | 0 | 1 | 086:930 | −7    | 4      |
| 3.  | Ungarn    | 3   | 1 | 1 | 1 | 086:840 | +2    | 3      |
| 4.  | Slowenien | 3   | 0 | 0 | 3 | 076:890 | −13   | 0      |

| 7. August 2023 17:30 Uhr | Ungarn                         | 29:31          | Portugal                                       | Varazdin Zuschauer: 150 Schiedsrichter: Alexei Covalciuc / Igor Covalciuc |
| 7. August 2023 17:30 Uhr | meiste Tore: Tamás Kovács (14) | (16:11)        | meiste Tore: Tiago Sousa, Joao Lourenço (je 6) | Varazdin Zuschauer: 150 Schiedsrichter: Alexei Covalciuc / Igor Covalciuc |
| 7. August 2023 17:30 Uhr | Strafen: 7×                    | Spielstatistik | Strafen: 1× 4×                                 | Varazdin Zuschauer: 150 Schiedsrichter: Alexei Covalciuc / Igor Covalciuc |

| 7. August 2023 19:30 Uhr | Kroatien                          | 32:25          | Slowenien                       | Varazdin Zuschauer: 1400 Schiedsrichter: Julien Mursch / Yann Carmaux |
| 7. August 2023 19:30 Uhr | meiste Tore: Tonći Ivanišević (7) | (13:11)        | meiste Tore: Nejc Hriberšek (9) | Varazdin Zuschauer: 1400 Schiedsrichter: Julien Mursch / Yann Carmaux |
| 7. August 2023 19:30 Uhr | Strafen: 1× 4× 2× 1×              | Spielstatistik | Strafen: 1× 3×                  | Varazdin Zuschauer: 1400 Schiedsrichter: Julien Mursch / Yann Carmaux |

| 8. August 2023 17:30 Uhr | Portugal                       | 28:26          | Slowenien                                        | Varazdin Zuschauer: 200 Schiedsrichter: Heidy Elsaied / Mariana Garcia |
| 8. August 2023 17:30 Uhr | meiste Tore: José Ferreira (6) | (10:9)         | meiste Tore: Nejc Hriberšek, Mlivić Malik (je 7) | Varazdin Zuschauer: 200 Schiedsrichter: Heidy Elsaied / Mariana Garcia |
| 8. August 2023 17:30 Uhr | Strafen: 1× 5×                 | Spielstatistik | Strafen: 1× 5× 1×                                | Varazdin Zuschauer: 200 Schiedsrichter: Heidy Elsaied / Mariana Garcia |

| 8. August 2023 19:30 Uhr | Kroatien                     | 28:28          | Ungarn                        | Varazdin Zuschauer: 1200 Schiedsrichter: German Araujo / Nicolas Perdomo |
| 8. August 2023 19:30 Uhr | meiste Tore: Marko Bajan (9) | (14:11)        | meiste Tore: Tamás Kovács (6) | Varazdin Zuschauer: 1200 Schiedsrichter: German Araujo / Nicolas Perdomo |
| 8. August 2023 19:30 Uhr | Strafen: 4×                  | Spielstatistik | Strafen: 4×                   | Varazdin Zuschauer: 1200 Schiedsrichter: German Araujo / Nicolas Perdomo |

#### Gruppe HR II
| Pl. | Land       | Sp. | S | U | N | Tore     | Diff. | Punkte |
| --- | ---------- | --- | - | - | - | -------- | ----- | ------ |
| 1.  | Spanien    | 3   | 3 | 0 | 0 | 0109:850 | +24   | 6      |
| 2.  | Ägypten    | 3   | 2 | 0 | 1 | 0101:870 | +14   | 4      |
| 3.  | Tschechien | 3   | 1 | 0 | 2 | 076:770  | −1    | 2      |
| 4.  | Brasilien  | 3   | 0 | 0 | 3 | 072:1090 | −37   | 0      |

| 7. August 2023 17:30 Uhr | Ägypten                            | 38:23          | Brasilien                                 | Koprivnica Zuschauer: 50 Schiedsrichter: Andjelina Kazanegra / Jelena Vujacic |
| 7. August 2023 17:30 Uhr | meiste Tore: Mohamed Elbattawi (8) | (19:10)        | meiste Tore: Emerson Alves Dos Santos (4) | Koprivnica Zuschauer: 50 Schiedsrichter: Andjelina Kazanegra / Jelena Vujacic |
| 7. August 2023 17:30 Uhr | Strafen: 1× 2×                     | Spielstatistik | Strafen: 1× 3×                            | Koprivnica Zuschauer: 50 Schiedsrichter: Andjelina Kazanegra / Jelena Vujacic |

| 7. August 2023 19:30 Uhr | Spanien                                                         | 29:21          | Tschechien                    | Koprivnica Zuschauer: 100 Schiedsrichter: Khasan Ismoilov / Khusan Ismoilov |
| 7. August 2023 19:30 Uhr | meiste Tore: Victor Romero Holguín, Petar Cikuša Jeličić (je 6) | (14:10)        | meiste Tore: Filip Matouš (6) | Koprivnica Zuschauer: 100 Schiedsrichter: Khasan Ismoilov / Khusan Ismoilov |
| 7. August 2023 19:30 Uhr | Strafen: 1× 3×                                                  | Spielstatistik | Strafen: 1×                   | Koprivnica Zuschauer: 100 Schiedsrichter: Khasan Ismoilov / Khusan Ismoilov |

| 8. August 2023 17:30 Uhr | Tschechien                    | 33:20          | Brasilien                                      | Koprivnica Zuschauer: 50 Schiedsrichter: Maali Nawaf Alenezi / Dalal Alnaseem |
| 8. August 2023 17:30 Uhr | meiste Tore: 3 Spieler (je 6) | (17:11)        | meiste Tore: Lucas Gabriel Vieira Da Silva (5) | Koprivnica Zuschauer: 50 Schiedsrichter: Maali Nawaf Alenezi / Dalal Alnaseem |
| 8. August 2023 17:30 Uhr | Strafen: 4×                   | Spielstatistik | Strafen: 7×                                    | Koprivnica Zuschauer: 50 Schiedsrichter: Maali Nawaf Alenezi / Dalal Alnaseem |

| 8. August 2023 19:30 Uhr | Ägypten                            | 35:42          | Spanien                                  | Koprivnica Zuschauer: 150 Schiedsrichter: Yann Carmaux / Julien Mursch |
| 8. August 2023 19:30 Uhr | meiste Tore: Mohamed Elbattawi (7) | (17:20)        | meiste Tore: Alberto Delgado Molina (10) | Koprivnica Zuschauer: 150 Schiedsrichter: Yann Carmaux / Julien Mursch |
| 8. August 2023 19:30 Uhr | Strafen: 1× 9× 1×                  | Spielstatistik | Strafen: 1× 9× 1×                        | Koprivnica Zuschauer: 150 Schiedsrichter: Yann Carmaux / Julien Mursch |

#### Gruppe HR IIII
| Pl. | Land           | Sp. | S | U | N | Tore     | Diff. | Punkte |
| --- | -------------- | --- | - | - | - | -------- | ----- | ------ |
| 1.  | Dänemark       | 3   | 3 | 0 | 0 | 0115:870 | +28   | 6      |
| 2.  | Norwegen       | 3   | 2 | 0 | 1 | 085:820  | +3    | 4      |
| 3.  | Nordmazedonien | 3   | 1 | 0 | 2 | 084:860  | −2    | 2      |
| 4.  | Österreich     | 3   | 0 | 0 | 3 | 072:1010 | −29   | 0      |

| 7. August 2023 17:30 Uhr | Dänemark                                                    | 37:30          | Nordmazedonien                                   | Rijeka Zuschauer: 110 Schiedsrichter: Bruna Correa / Renata Correa |
| 7. August 2023 17:30 Uhr | meiste Tore: Lasse Sunesen Vilhelmsen, Tobias Tombak (je 7) | (18:12)        | meiste Tore: David Domevski, Damjan Mitev (je 6) | Rijeka Zuschauer: 110 Schiedsrichter: Bruna Correa / Renata Correa |
| 7. August 2023 17:30 Uhr | Strafen: 3×                                                 | Spielstatistik | Strafen: 1× 4×                                   | Rijeka Zuschauer: 110 Schiedsrichter: Bruna Correa / Renata Correa |

| 7. August 2023 19:30 Uhr | Norwegen                          | 29:22          | Österreich                     | Rijeka Zuschauer: 90 Schiedsrichter: Santiago Martin Correa / Agustin Conberse |
| 7. August 2023 19:30 Uhr | meiste Tore: Lasse Sunde Lid (10) | (14:10)        | meiste Tore: Clemens Möstl (5) | Rijeka Zuschauer: 90 Schiedsrichter: Santiago Martin Correa / Agustin Conberse |
| 7. August 2023 19:30 Uhr | Strafen: 6×                       | Spielstatistik | Strafen: 3×                    | Rijeka Zuschauer: 90 Schiedsrichter: Santiago Martin Correa / Agustin Conberse |

| 8. August 2023 17:30 Uhr | Österreich                     | 22:29          | Nordmazedonien                                                 | Rijeka Zuschauer: 120 Schiedsrichter: Hideki Furukawa / Tetsuro Murata |
| 8. August 2023 17:30 Uhr | meiste Tore: Lukas Fritsch (4) | (8:14)         | meiste Tore: Nenad Belistojanovski, Mirche Kalajdjieski (je 6) | Rijeka Zuschauer: 120 Schiedsrichter: Hideki Furukawa / Tetsuro Murata |
| 8. August 2023 17:30 Uhr | Strafen: 1× 2×                 | Spielstatistik | Strafen: 1× 2×                                                 | Rijeka Zuschauer: 120 Schiedsrichter: Hideki Furukawa / Tetsuro Murata |

| 8. August 2023 19:30 Uhr | Dänemark                                  | 35:29          | Norwegen                       | Rijeka Zuschauer: 100 Schiedsrichter: Ramesh Thiyagarajah , Suresh Thiyagarajah |
| 8. August 2023 19:30 Uhr | meiste Tore: Lasse Sunesen Vilhelmsen (7) | (15:14)        | meiste Tore: Marius Olseth (8) | Rijeka Zuschauer: 100 Schiedsrichter: Ramesh Thiyagarajah , Suresh Thiyagarajah |
| 8. August 2023 19:30 Uhr | Strafen: 2×                               | Spielstatistik | Strafen: 4×                    | Rijeka Zuschauer: 100 Schiedsrichter: Ramesh Thiyagarajah , Suresh Thiyagarajah |

#### Gruppe HR IV
| Pl. | Land          | Sp. | S | U | N | Tore     | Diff. | Punkte |
| --- | ------------- | --- | - | - | - | -------- | ----- | ------ |
| 1.  | Färöer        | 3   | 2 | 0 | 1 | 098:800  | +18   | 4      |
| 2.  | Deutschland   | 3   | 2 | 0 | 1 | 097:810  | +16   | 4      |
| 3.  | Saudi-Arabien | 3   | 1 | 0 | 2 | 078:1040 | −26   | 2      |
| 4.  | Iran          | 3   | 1 | 0 | 2 | 080:880  | −8    | 2      |

| 7. August 2023 17:00 Uhr | Deutschland                     | 28:30          | Färöer                       | Opatija Zuschauer: 350 Schiedsrichter: Davor Loncar / Zoran Loncar |
| 7. August 2023 17:00 Uhr | meiste Tore: Torsten Anselm (7) | (10:12)        | meiste Tore: Óli Mittún (13) | Opatija Zuschauer: 350 Schiedsrichter: Davor Loncar / Zoran Loncar |
| 7. August 2023 17:00 Uhr | Strafen: 2× 7×                  | Spielstatistik | Strafen: 1× 5×               | Opatija Zuschauer: 350 Schiedsrichter: Davor Loncar / Zoran Loncar |

| 7. August 2023 19:00 Uhr | Iran                           | 26:29          | Saudi-Arabien                    | Opatija Zuschauer: 130 Schiedsrichter: Kristof Altmar / Marton Horvath |
| 7. August 2023 19:00 Uhr | meiste Tore: Mahdi Dareini (7) | (14:10)        | meiste Tore: Hussain Furaij (12) | Opatija Zuschauer: 130 Schiedsrichter: Kristof Altmar / Marton Horvath |
| 7. August 2023 19:00 Uhr | Strafen: 1× 7×                 | Spielstatistik | Strafen: 1× 4×                   | Opatija Zuschauer: 130 Schiedsrichter: Kristof Altmar / Marton Horvath |

| 8. August 2023 17:00 Uhr | Saudi-Arabien                       | 23:41          | Färöer                          | Opatija Zuschauer: 300 Schiedsrichter: Ismailj Metalari / Nenad Nikolovski |
| 8. August 2023 17:00 Uhr | meiste Tore: Abdullah Almarhoon (7) | (11:22)        | meiste Tore: Ísak Vedelsbol (9) | Opatija Zuschauer: 300 Schiedsrichter: Ismailj Metalari / Nenad Nikolovski |
| 8. August 2023 17:00 Uhr | Strafen: 3×                         | Spielstatistik | Strafen: 3×                     | Opatija Zuschauer: 300 Schiedsrichter: Ismailj Metalari / Nenad Nikolovski |

| 8. August 2023 19:00 Uhr | Deutschland                  | 32:25          | Iran                                   | Opatija Zuschauer: 200 Schiedsrichter: Santiago Martin Correa / Agustin Conberse |
| 8. August 2023 19:00 Uhr | meiste Tore: Max Günther (8) | (13:9)         | meiste Tore: Amirhossein Masoudnia (7) | Opatija Zuschauer: 200 Schiedsrichter: Santiago Martin Correa / Agustin Conberse |
| 8. August 2023 19:00 Uhr | Strafen: 3×                  | Spielstatistik | Strafen: 5×                            | Opatija Zuschauer: 200 Schiedsrichter: Santiago Martin Correa / Agustin Conberse |

### Platzierungsspiele
Alle Mannschaften aus dem President’s Cup und die in der Hauptrunde ausgeschiedenen Teams spielen in weiteren Platzierungsspielen um die Plätze 9 bis 32. Alle Platzierungsspiele werden im K.-o.-System durchgeführt. Im Falle eines Unentschiedens nach regulärer Spielzeit werden die Platzierungsspiele direkt durch ein Siebenmeterwerfen entschieden.

#### Platz 29–32
Die Mannschaften, die in den Gruppen der President’s Cup-Platzierungsrunde die Plätze 4 belegten, spielten in jeweils zwei weiteren Spielen die Plätze 29 bis 32 aus.
| 10. August 2023 12:30 Uhr | Neuseeland                    | 23:52        | Mexiko                                        | Opatija Zuschauer: 50 Schiedsrichter: Khalid Hussein / Fadhil Imran |
| 10. August 2023 12:30 Uhr | meiste Tore: Paul Pringot (9) | (10:25)      | meiste Tore: Yahir De Jesus García Reyes (16) | Opatija Zuschauer: 50 Schiedsrichter: Khalid Hussein / Fadhil Imran |
| 10. August 2023 12:30 Uhr | Strafen: 2×                   | Spielbericht | Strafen: 3×                                   | Opatija Zuschauer: 50 Schiedsrichter: Khalid Hussein / Fadhil Imran |

| 10. August 2023 | Bahrain | 10:0 Anm. 1 | Burundi | Opatija |
| 10. August 2023 |         |             |         | Opatija |
| 10. August 2023 |         |             |         | Opatija |

Spiel um Platz 31
| 11. August 2023 | Neuseeland | 10:0 Anm. 1 | Burundi |  |
| 11. August 2023 |            |             |         |  |
| 11. August 2023 |            |             |         |  |

Spiel um Platz 29
| 11. August 2023 12:30 Uhr | Mexiko                                                                          | 21:37        | Bahrain                             | Opatija Zuschauer: 50 Schiedsrichter: Eunha Lee / Gaeul Lee |
| 11. August 2023 12:30 Uhr | meiste Tore: Brian Osvaldo Navarro Gonzales, Yahir De Jesus García Reyes (je 5) | (14:18)      | meiste Tore: Salman Al-Showaikh (9) | Opatija Zuschauer: 50 Schiedsrichter: Eunha Lee / Gaeul Lee |
| 11. August 2023 12:30 Uhr | Strafen: 4×                                                                     | Spielbericht | Strafen: 1×                         | Opatija Zuschauer: 50 Schiedsrichter: Eunha Lee / Gaeul Lee |

 Anm. 1 Nachdem einzelne Spieler verschwunden sind, zog Burundi sein Team zurück. Das Spiel wurde mit 10:0 für den Gegner gewertet.

#### Platz 25–28
Die Mannschaften, die in den Gruppen der President’s Cup-Platzierungsrunde die Plätze 3 belegten, spielten in jeweils zwei weiteren Spielen die Plätze 25 bis 28 aus.
| 10. August 2023 17:30 Uhr | Ruanda                          | 33:41        | Georgien                                                   | Opatija Zuschauer: 100 Schiedsrichter: Raymel Reyes / Alexys Zuniga |
| 10. August 2023 17:30 Uhr | meiste Tore: Kayijama Yves (14) | (13:16)      | meiste Tore: Vakhtang Khelisupali, Sandro Darsania (je 12) | Opatija Zuschauer: 100 Schiedsrichter: Raymel Reyes / Alexys Zuniga |
| 10. August 2023 17:30 Uhr | Strafen: 1× 5× 1×               | Spielbericht | Strafen: 2×                                                | Opatija Zuschauer: 100 Schiedsrichter: Raymel Reyes / Alexys Zuniga |

| 10. August 2023 20:00 Uhr | Südkorea                   | 36:19        | Vereinigte Staaten                | Opatija Zuschauer: 100 Schiedsrichter: Bruna Correa / Renata Correa |
| 10. August 2023 20:00 Uhr | meiste Tore: Mingi Son (8) | (23:8)       | meiste Tore: Benjamin Edwards (6) | Opatija Zuschauer: 100 Schiedsrichter: Bruna Correa / Renata Correa |
| 10. August 2023 20:00 Uhr | Strafen: 1× 4×             | Spielbericht | Strafen: 1× 4×                    | Opatija Zuschauer: 100 Schiedsrichter: Bruna Correa / Renata Correa |

Spiel um Platz 27
| 11. August 2023 15:00 Uhr | Ruanda                         | 41:29        | Vereinigte Staaten                 | Opatija Zuschauer: 100 Schiedsrichter: Mohamed Chouraki / Achraf El Mouniri |
| 11. August 2023 15:00 Uhr | meiste Tore: Kayijama Yves(10) | (19:11)      | meiste Tore: Benjamin Edwards (10) | Opatija Zuschauer: 100 Schiedsrichter: Mohamed Chouraki / Achraf El Mouniri |
| 11. August 2023 15:00 Uhr | Strafen: 5×                    | Spielbericht | Strafen: 3×                        | Opatija Zuschauer: 100 Schiedsrichter: Mohamed Chouraki / Achraf El Mouniri |

Spiel um Platz 25
| 11. August 2023 17:30 Uhr | Georgien                          | 30:33        | Südkorea                    | Opatija Zuschauer: 30 Schiedsrichter: Khalid Hussein / Fadhil Imran |
| 11. August 2023 17:30 Uhr | meiste Tore: Giorgi Areshidze (7) | (18:14)      | meiste Tore: Minjun Lee (8) | Opatija Zuschauer: 30 Schiedsrichter: Khalid Hussein / Fadhil Imran |
| 11. August 2023 17:30 Uhr | Strafen: 6×                       | Spielbericht | Strafen: 5×                 | Opatija Zuschauer: 30 Schiedsrichter: Khalid Hussein / Fadhil Imran |

#### Platz 21–24
Die Mannschaften, die in den Gruppen der President’s Cup-Platzierungsrunde die Plätze 2 belegten, spielten in jeweils zwei weiteren Spielen die Plätze 21 bis 24 aus.
| 10. August 2023 12:30 Uhr | Algerien                                                    | 28:24        | Chile                          | Rijeka Zuschauer: 20 Schiedsrichter: Tatjana Prastalo / Vesna Balvan |
| 10. August 2023 12:30 Uhr | meiste Tore: Bendiab Mohamed Ali, Mahdi Ahmed Anisse (je 6) | (11:14)      | meiste Tore: Javier Sovino (7) | Rijeka Zuschauer: 20 Schiedsrichter: Tatjana Prastalo / Vesna Balvan |
| 10. August 2023 12:30 Uhr | Strafen: 5×                                                 | Spielbericht | Strafen: 1× 3×                 | Rijeka Zuschauer: 20 Schiedsrichter: Tatjana Prastalo / Vesna Balvan |

| 10. August 2023 15:00 Uhr | Japan                            | 29:28        | Argentinien                                   | Rijeka Zuschauer: 35 Schiedsrichter: Mohamed Chouraki / Achraf El Mouniri |
| 10. August 2023 15:00 Uhr | meiste Tore: Kippei Furukawa (8) | (18:16)      | meiste Tore: Lucas Ezequiel Obregon Gomez (6) | Rijeka Zuschauer: 35 Schiedsrichter: Mohamed Chouraki / Achraf El Mouniri |
| 10. August 2023 15:00 Uhr |                                  | Spielbericht | Strafen: 3×                                   | Rijeka Zuschauer: 35 Schiedsrichter: Mohamed Chouraki / Achraf El Mouniri |

Spiel um Platz 23
| 11. August 2023 12:30 Uhr | Chile                              | 22:27        | Argentinien                                   | Rijeka Zuschauer: 45 Schiedsrichter: Yufeng Cheng / Yunlei Zhou |
| 11. August 2023 12:30 Uhr | meiste Tore: Cristóbal Oyarzún (6) | (8:14)       | meiste Tore: Lucas Ezequiel Obregon Gomez (5) | Rijeka Zuschauer: 45 Schiedsrichter: Yufeng Cheng / Yunlei Zhou |
| 11. August 2023 12:30 Uhr | Strafen: 2×                        | Spielbericht | Strafen: 2×                                   | Rijeka Zuschauer: 45 Schiedsrichter: Yufeng Cheng / Yunlei Zhou |

Spiel um Platz 21
| 11. August 2023 15:00 Uhr | Algerien                            | 24:29        | Japan                         | Rijeka Zuschauer: 40 Schiedsrichter: Bruna Correa / Renata Correa |
| 11. August 2023 15:00 Uhr | meiste Tore: Mahdi Ahmed Anisse (7) | (10:17)      | meiste Tore: Soi Hasegawa (9) | Rijeka Zuschauer: 40 Schiedsrichter: Bruna Correa / Renata Correa |
| 11. August 2023 15:00 Uhr | Strafen: 4×                         | Spielbericht | Strafen: 3×                   | Rijeka Zuschauer: 40 Schiedsrichter: Bruna Correa / Renata Correa |

#### Platz 17–20
Die Mannschaften, die in den Gruppen der President’s Cup-Platzierungsrunde die Plätze 1 belegten, spielten in jeweils zwei weiteren Spielen die Plätze 17 bis 20 aus.
| 10. August 2023 17:30 Uhr | Marokko                                               | 30:28        | Montenegro                           | Rijeka Zuschauer: 50 Schiedsrichter: Hideki Furukawa / Tetsuro Murata |
| 10. August 2023 17:30 Uhr | meiste Tore: Lbachir Mansouri, Abdellah Razgui (je 7) | (17:12)      | meiste Tore: Andrija Radovanović (9) | Rijeka Zuschauer: 50 Schiedsrichter: Hideki Furukawa / Tetsuro Murata |
| 10. August 2023 17:30 Uhr | Strafen: 4× 1×                                        | Spielbericht | Strafen: 1× 3× 2×                    | Rijeka Zuschauer: 50 Schiedsrichter: Hideki Furukawa / Tetsuro Murata |

| 10. August 2023 20:00 Uhr | Island                                  | 36:41        | Schweden                       | Rijeka Zuschauer: 60 Schiedsrichter: Ismailj Metalari / Nenad Nikolovski |
| 10. August 2023 20:00 Uhr | meiste Tore: Reynir Thór Stefánsson (9) | (21:20)      | meiste Tore: Axel Mansson (10) | Rijeka Zuschauer: 60 Schiedsrichter: Ismailj Metalari / Nenad Nikolovski |
| 10. August 2023 20:00 Uhr | Strafen: 1× 3×                          | Spielbericht | Strafen: 1× 2×                 | Rijeka Zuschauer: 60 Schiedsrichter: Ismailj Metalari / Nenad Nikolovski |

Spiel um Platz 19
| 11. August 2023 17:30 Uhr | Montenegro                     | 32:38        | Island                            | Rijeka Zuschauer: 55 Schiedsrichter: Alaa Emam / Hossam Hedaia |
| 11. August 2023 17:30 Uhr | meiste Tore: Filip Gazdic (12) | (15:18)      | meiste Tore: Elmar Erlingsson (9) | Rijeka Zuschauer: 55 Schiedsrichter: Alaa Emam / Hossam Hedaia |
| 11. August 2023 17:30 Uhr | Strafen: 6×                    | Spielbericht | Strafen: 4×                       | Rijeka Zuschauer: 55 Schiedsrichter: Alaa Emam / Hossam Hedaia |

Spiel um Platz 17
| 11. August 2023 20:00 Uhr | Marokko                          | 20:47        | Schweden                         | Rijeka Zuschauer: 40 Schiedsrichter: Raymel Reyes / Alexys Zuniga |
| 11. August 2023 20:00 Uhr | meiste Tore: Abdellah Razgui (8) | (12:26)      | meiste Tore: Elias Lundstad (10) | Rijeka Zuschauer: 40 Schiedsrichter: Raymel Reyes / Alexys Zuniga |
| 11. August 2023 20:00 Uhr | Strafen: 2×                      | Spielbericht | Strafen: 3×                      | Rijeka Zuschauer: 40 Schiedsrichter: Raymel Reyes / Alexys Zuniga |

#### Platz 13–16
Die Mannschaften, die in den Hauptrundengruppen die Plätze 4 belegten, spielten in jeweils zwei weiteren Spielen die Plätze 13 bis 16 aus.
| 10. August 2023 12:30 Uhr | Brasilien                                                               | 30:24        | Iran                                | Koprivnica Zuschauer: 50 Schiedsrichter: Davor Loncar / Zoran Loncar |
| 10. August 2023 12:30 Uhr | meiste Tore: Lucas Gabriel Vieira Da Silva, Mikael Lopes Candido (je 7) | (15:11)      | meiste Tore: Amirhossein Karami (9) | Koprivnica Zuschauer: 50 Schiedsrichter: Davor Loncar / Zoran Loncar |
| 10. August 2023 12:30 Uhr | Strafen: 3×                                                             | Spielbericht | Strafen: 3×                         | Koprivnica Zuschauer: 50 Schiedsrichter: Davor Loncar / Zoran Loncar |

| 10. August 2023 15:00 Uhr | Slowenien                       | 25:28        | Österreich                            | Koprivnica Zuschauer: 50 Schiedsrichter: Maali Nawaf Alenezi / Dalal Alnaseem |
| 10. August 2023 15:00 Uhr | meiste Tore: Nejc Hriberšek (6) | (11:15)      | meiste Tore: Nicolas Paulnsteiner (4) | Koprivnica Zuschauer: 50 Schiedsrichter: Maali Nawaf Alenezi / Dalal Alnaseem |
| 10. August 2023 15:00 Uhr | Strafen: 1× 2×                  | Spielbericht | Strafen: 1× 5× 1×                     | Koprivnica Zuschauer: 50 Schiedsrichter: Maali Nawaf Alenezi / Dalal Alnaseem |

Spiel um Platz 15
| 11. August 2023 12:30 Uhr | Slowenien                     | 30:22        | Iran                           | Koprivnica Zuschauer: 50 Schiedsrichter: Khasan Ismoilov / Khusan Ismoilov |
| 11. August 2023 12:30 Uhr | meiste Tore: Mlivić Malik (5) | (14:9)       | meiste Tore: Mahdi Dareini (4) | Koprivnica Zuschauer: 50 Schiedsrichter: Khasan Ismoilov / Khusan Ismoilov |
| 11. August 2023 12:30 Uhr | Strafen: 4×                   | Spielbericht | Strafen: 3× 1×                 | Koprivnica Zuschauer: 50 Schiedsrichter: Khasan Ismoilov / Khusan Ismoilov |

Spiel um Platz 13
| 11. August 2023 15:00 Uhr | Österreich                      | 36:24        | Brasilien                                      | Koprivnica Zuschauer: 50 Schiedsrichter: Andjelina Kazanegra / Jelena Vujacic |
| 11. August 2023 15:00 Uhr | meiste Tore: Daniel Wuzella (8) | (20:14)      | meiste Tore: Lucas Gabriel Vieira Da Silva (6) | Koprivnica Zuschauer: 50 Schiedsrichter: Andjelina Kazanegra / Jelena Vujacic |
| 11. August 2023 15:00 Uhr | Strafen: 7×                     | Spielbericht | Strafen: 4×                                    | Koprivnica Zuschauer: 50 Schiedsrichter: Andjelina Kazanegra / Jelena Vujacic |

#### Platz 9–12
Die Mannschaften, die in den Hauptrundengruppen die Plätze 3 belegten, spielten in jeweils zwei weiteren Spielen die Plätze 9 bis 12 aus.
| 10. August 2023 17:30 Uhr | Tschechien                     | 36:33        | Saudi-Arabien                   | Koprivnica Zuschauer: 100 Schiedsrichter: German Araujo / Nicolas Perdomo |
| 10. August 2023 17:30 Uhr | meiste Tore: Filip Matouš (11) | (19:15)      | meiste Tore: Hussain Furaij (9) | Koprivnica Zuschauer: 100 Schiedsrichter: German Araujo / Nicolas Perdomo |
| 10. August 2023 17:30 Uhr | Strafen: 5×                    | Spielbericht | Strafen: 1× 7× 1×               | Koprivnica Zuschauer: 100 Schiedsrichter: German Araujo / Nicolas Perdomo |

| 10. August 2023 20:00 Uhr | Ungarn                             | 20:22        | Nordmazedonien                                                | Koprivnica Zuschauer: 100 Schiedsrichter: Khasan Ismoilov / Khusan Ismoilov |
| 10. August 2023 20:00 Uhr | meiste Tore: Máté Huba Czabula (5) | (12:12)      | meiste Tore: Aleksandar Petkovski, Mirche Kalajdjieski (je 5) | Koprivnica Zuschauer: 100 Schiedsrichter: Khasan Ismoilov / Khusan Ismoilov |
| 10. August 2023 20:00 Uhr | Strafen: 3×                        | Spielbericht | Strafen: 1× 5×                                                | Koprivnica Zuschauer: 100 Schiedsrichter: Khasan Ismoilov / Khusan Ismoilov |

Spiel um Platz 11
| 11. August 2023 17:30 Uhr | Ungarn                        | 40:24        | Saudi-Arabien                   | Koprivnica Zuschauer: 50 Schiedsrichter: Davor Loncar / Zoran Loncar |
| 11. August 2023 17:30 Uhr | meiste Tore: Balázs Szucs (6) | (20:10)      | meiste Tore: Hussain Furaij (5) | Koprivnica Zuschauer: 50 Schiedsrichter: Davor Loncar / Zoran Loncar |
| 11. August 2023 17:30 Uhr | Strafen: 7×                   | Spielbericht | Strafen: 1× 5×                  | Koprivnica Zuschauer: 50 Schiedsrichter: Davor Loncar / Zoran Loncar |

Spiel um Platz 9
| 11. August 2023 20:00 Uhr | Nordmazedonien                        | 28:22        | Tschechien                   | Koprivnica Zuschauer: 50 Schiedsrichter: Alexei Covalciuc / Igor Covalciuc |
| 11. August 2023 20:00 Uhr | meiste Tore: Mirche Kalajdjieski (12) | (13:11)      | meiste Tore: Jonáš Josef (8) | Koprivnica Zuschauer: 50 Schiedsrichter: Alexei Covalciuc / Igor Covalciuc |
| 11. August 2023 20:00 Uhr | Strafen: 6×                           | Spielbericht | Strafen: 1× 5×               | Koprivnica Zuschauer: 50 Schiedsrichter: Alexei Covalciuc / Igor Covalciuc |

### Finalrunde im Überblick
Die erst- und zweitplatzierten Mannschaften der Hauptrunde qualifizierten sich für das Viertelfinale.
Im Falle eines Unentschiedens nach regulärer Spielzeit werden diese Spiele folgendermaßen entschieden:
1. Verlängerung mit 2 × 5 Minuten und einer Pause von einer Minute, danach bei Unentschieden
2. zweite Verlängerung mit 2 × 5 Minuten und einer Pause von einer Minute, danach bei Unentschieden
3. Siebenmeterwerfen bis zur Entscheidung

Die Verlierer der Viertelfinale spielen in jeweils zwei Spielen die Plätze 5 bis 8 aus.

|  | Viertelfinale | Viertelfinale | Viertelfinale |  |  | Halbfinale | Halbfinale | Halbfinale |  |  | Finale           | Finale           | Finale           |
|  |               |               |               |  |  |            |            |            |  |  |                  |                  |                  |
|  |               | Kroatien      | 33            |  |  |            |            |            |  |  |                  |                  |                  |
|  |               | Norwegen      | 25            |  |  |            |            |            |  |  |                  |                  |                  |
|  |               |               |               |  |  | VF1        | Kroatien   | 29         |  |  |                  |                  |                  |
|  |               |               |               |  |  | VF3        | Spanien    | 37         |  |  |                  |                  |                  |
|  |               | Spanien       | 32            |  |  |            |            |            |  |  |                  |                  |                  |
|  |               | Deutschland   | 28            |  |  |            |            |            |  |  |                  |                  |                  |
|  |               |               |               |  |  |            |            |            |  |  |                  | Spanien          | 28               |
|  |               |               |               |  |  |            |            |            |  |  |                  | Dänemark         | 23               |
|  |               | Dänemark      | 35            |  |  |            |            |            |  |  |                  |                  |                  |
|  |               | Portugal      | 25            |  |  |            |            |            |  |  |                  |                  |                  |
|  |               |               |               |  |  | VF2        | Dänemark   | 39         |  |  |                  |                  |                  |
|  |               |               |               |  |  | VF4        | Ägypten    | 35         |  |  | Spiel um Platz 3 | Spiel um Platz 3 | Spiel um Platz 3 |
|  |               | Färöer        | 34            |  |  |            |            |            |  |  |                  | Kroatien         | 39               |
|  |               | Ägypten       | 38            |  |  |            |            |            |  |  |                  | Ägypten          | 37               |

| Halbfinale Platz 5 bis 8 | Halbfinale Platz 5 bis 8 | Halbfinale Platz 5 bis 8 |                  |             | Spiele um Platz 5 und 7 | Spiele um Platz 5 und 7 | Spiele um Platz 5 und 7 |
|                          |                          |                          |                  |             |                         |                         |                         |
|                          | Norwegen                 | 30                       |                  |             |                         |                         |                         |
|                          | Deutschland              | 35                       |                  |             | Spiel um Platz 5        | Spiel um Platz 5        | Spiel um Platz 5        |
|                          |                          |                          |                  | Deutschland | 31                      |                         |                         |
|                          |                          |                          |                  |             | Portugal                | 27                      |                         |
|                          | Portugal                 | 35 (6)                   |                  |             |                         |                         |                         |
|                          | Färöer                   | 35 (5)                   |                  |             |                         |                         |                         |
|                          |                          |                          | Spiel um Platz 7 |             |                         |                         |                         |
|                          |                          |                          |                  | Norwegen    | 38                      |                         |                         |
|                          | Färöer                   | 35                       |                  |             |                         |                         |                         |
|                          |                          |                          |                  |             |                         |                         |                         |

#### Viertelfinale
| 10. August 2023 13:00 Uhr | Färöer                       | 34:38 n. V.  | Ägypten                       | Varaždin Zuschauer: 130 Schiedsrichter: Kristof Altmar / Marton Horvath |
| 10. August 2023 13:00 Uhr | meiste Tore: Óli Mittún (10) | (13:13)      | meiste Tore: Ziad Hashad (11) | Varaždin Zuschauer: 130 Schiedsrichter: Kristof Altmar / Marton Horvath |
| 10. August 2023 13:00 Uhr | Strafen: 1× 4×               | Spielbericht | Strafen: 1× 7×                | Varaždin Zuschauer: 130 Schiedsrichter: Kristof Altmar / Marton Horvath |

| 10. August 2023 15:30 Uhr | Spanien                                          | 32:28        | Deutschland                    | Varaždin Zuschauer: 200 Schiedsrichter: Alexei Covalciuc / Igor Covalciuc |
| 10. August 2023 15:30 Uhr | meiste Tore: Djordje Cikusa, Ferran Castillo (7) | (16:12)      | meiste Tore: Marvin Siemer (7) | Varaždin Zuschauer: 200 Schiedsrichter: Alexei Covalciuc / Igor Covalciuc |
| 10. August 2023 15:30 Uhr | Strafen: 1× 4×                                   | Spielbericht | Strafen: 1× 5×                 | Varaždin Zuschauer: 200 Schiedsrichter: Alexei Covalciuc / Igor Covalciuc |

| 10. August 2023 18:00 Uhr | Dänemark                                | 35:25        | Portugal                         | Varaždin Zuschauer: 320 Schiedsrichter: Andjelina Kazanegra / Jelena Vujacic |
| 10. August 2023 18:00 Uhr | meiste Tore: Frederik Emil Pedersen (9) | (20:14)      | meiste Tore: Filipe Monteiro (9) | Varaždin Zuschauer: 320 Schiedsrichter: Andjelina Kazanegra / Jelena Vujacic |
| 10. August 2023 18:00 Uhr | Strafen: 3×                             | Spielbericht | Strafen: 1× 4×                   | Varaždin Zuschauer: 320 Schiedsrichter: Andjelina Kazanegra / Jelena Vujacic |

| 10. August 2023 18:30 Uhr | Kroatien                       | 33:25        | Norwegen                         | Varaždin Zuschauer: Mariana Garcia / Heidy Elsaied |
| 10. August 2023 18:30 Uhr | meiste Tore: Martin Tomšić (8) | (14:9)       | meiste Tore: Lasse Sunde Lid (9) | Varaždin Zuschauer: Mariana Garcia / Heidy Elsaied |
| 10. August 2023 18:30 Uhr | Strafen: 1× 6×                 | Spielbericht | Strafen: 2×                      | Varaždin Zuschauer: Mariana Garcia / Heidy Elsaied |

#### Platz 5–8
Im Falle eines Unentschiedens nach regulärer Spielzeit werden die Platzierungsspiele direkt durch ein Siebenmeterwerfen entschieden.
| 11. August 2023 13:00 Uhr | Portugal                     | 6:5 n. S.; 35:35 | Färöer                                          | Varaždin Zuschauer: 120 Schiedsrichter: Santiago Martin Correa / Agustin Conberse |
| 11. August 2023 13:00 Uhr | meiste Tore: Tiago Sousa (9) | (17:19)          | meiste Tore: Isak Vedelsbol, Óli Mittún (je 12) | Varaždin Zuschauer: 120 Schiedsrichter: Santiago Martin Correa / Agustin Conberse |
| 11. August 2023 13:00 Uhr | Strafen: 3×                  | Spielbericht     | Strafen: 1×                                     | Varaždin Zuschauer: 120 Schiedsrichter: Santiago Martin Correa / Agustin Conberse |

| 11. August 2023 15:30 Uhr | Norwegen                         | 30:35        | Deutschland                    | Varaždin Zuschauer: 275 Schiedsrichter: Yann Carmaux / Julien Mursch |
| 11. August 2023 15:30 Uhr | meiste Tore: Lasse Sunde Lid (9) | (15:16)      | meiste Tore: Marvin Siemer (8) | Varaždin Zuschauer: 275 Schiedsrichter: Yann Carmaux / Julien Mursch |
| 11. August 2023 15:30 Uhr | Strafen: 6× 1×                   | Spielbericht | Strafen: 1× 7×                 | Varaždin Zuschauer: 275 Schiedsrichter: Yann Carmaux / Julien Mursch |

#### Halbfinale
| 11. August 2023 18:00 Uhr | Dänemark                                | 39:35        | Ägypten                      | Varaždin Zuschauer: 400 Schiedsrichter: German Araujo / Nicolas Perdomo |
| 11. August 2023 18:00 Uhr | meiste Tore: Frederik Emil Pedersen (9) | (23:18)      | meiste Tore: Ziad Hashad (7) | Varaždin Zuschauer: 400 Schiedsrichter: German Araujo / Nicolas Perdomo |
| 11. August 2023 18:00 Uhr | Strafen: 2×                             | Spielbericht | Strafen: 1× 3×               | Varaždin Zuschauer: 400 Schiedsrichter: German Araujo / Nicolas Perdomo |

| 11. August 2023 20:30 Uhr | Kroatien                      | 29:37        | Spanien                           | Varaždin Zuschauer: 1400 Schiedsrichter: Ramesh Thiyagarajah / Suresh Thiyagarajah |
| 11. August 2023 20:30 Uhr | meiste Tore: Petar Krupić (9) | (11:15)      | meiste Tore: Xavier González (11) | Varaždin Zuschauer: 1400 Schiedsrichter: Ramesh Thiyagarajah / Suresh Thiyagarajah |
| 11. August 2023 20:30 Uhr | Strafen: 1× 5×                | Spielbericht | Strafen: 4×                       | Varaždin Zuschauer: 1400 Schiedsrichter: Ramesh Thiyagarajah / Suresh Thiyagarajah |

#### Spiel um Platz 7
| 13. August 2023 12:30 Uhr | Norwegen                        | 38:35          | Färöer                       | Varaždin Zuschauer: 150 Schiedsrichter: Andjelina Kazanegra / Jelena Vujacic |
| 13. August 2023 12:30 Uhr | meiste Tore: Marius Olseth (11) | (22:19)        | meiste Tore: Óli Mittún (11) | Varaždin Zuschauer: 150 Schiedsrichter: Andjelina Kazanegra / Jelena Vujacic |
| 13. August 2023 12:30 Uhr | Strafen: 2×                     | Spielstatistik | Strafen: 1×                  | Varaždin Zuschauer: 150 Schiedsrichter: Andjelina Kazanegra / Jelena Vujacic |

#### Spiel um Platz 5
| 13. August 2023 15:00 Uhr | Deutschland                             | 31:27          | Portugal                       | Varaždin Zuschauer: 300 Schiedsrichter: Kristof Altmar / Marton Horvath |
| 13. August 2023 15:00 Uhr | meiste Tore: Ben Connar Battermann (10) | (17:12)        | meiste Tore: Eduardo Leite (8) | Varaždin Zuschauer: 300 Schiedsrichter: Kristof Altmar / Marton Horvath |
| 13. August 2023 15:00 Uhr | Strafen: 3×                             | Spielstatistik | Strafen: 1×                    | Varaždin Zuschauer: 300 Schiedsrichter: Kristof Altmar / Marton Horvath |

#### Spiel um Platz 3
| 13. August 2023 17:30 Uhr | Kroatien                      | 39:37 n. V.    | Ägypten                          | Varaždin Zuschauer: 1750 Schiedsrichter: Santiago Martin Correa / Agustin Conberse |
| 13. August 2023 17:30 Uhr | meiste Tore: Petar Krupić (7) | (18:17)        | meiste Tore: Mohamed Khallaf (8) | Varaždin Zuschauer: 1750 Schiedsrichter: Santiago Martin Correa / Agustin Conberse |
| 13. August 2023 17:30 Uhr | Strafen: 5×                   | Spielstatistik | Strafen: 1× 5×                   | Varaždin Zuschauer: 1750 Schiedsrichter: Santiago Martin Correa / Agustin Conberse |

#### Finale
| 13. August 2023 20:00 Uhr | Spanien                          | 28:23          | Dänemark                                | Varaždin Zuschauer: 950 Schiedsrichter: Yann Carmaux / Julien Mursch |
| 13. August 2023 20:00 Uhr | meiste Tore: Ferran Castillo (7) | (13:14)        | meiste Tore: Frederik Emil Pedersen (6) | Varaždin Zuschauer: 950 Schiedsrichter: Yann Carmaux / Julien Mursch |
| 13. August 2023 20:00 Uhr | Strafen: 1× 2×                   | Spielstatistik | Strafen: 2×                             | Varaždin Zuschauer: 950 Schiedsrichter: Yann Carmaux / Julien Mursch |

## Abschlussplatzierungen
| Rang   | Team               |
| ------ | ------------------ |
| Gold   | Spanien            |
| Silber | Dänemark           |
| Bronze | Kroatien           |
| 4.     | Ägypten            |
| 5.     | Deutschland        |
| 6.     | Portugal           |
| 7.     | Norwegen           |
| 8.     | Färöer             |
| 9.     | Nordmazedonien     |
| 10.    | Tschechien         |
| 11.    | Ungarn             |
| 12.    | Saudi-Arabien      |
| 13.    | Österreich         |
| 14.    | Brasilien          |
| 15.    | Slowenien          |
| 16.    | Iran               |
| 17.    | Schweden           |
| 18.    | Marokko            |
| 19.    | Island             |
| 20.    | Montenegro         |
| 21.    | Japan              |
| 22.    | Algerien           |
| 23.    | Argentinien        |
| 24.    | Chile              |
| 25.    | Südkorea           |
| 26.    | Georgien           |
| 27.    | Ruanda             |
| 28.    | Vereinigte Staaten |
| 29.    | Bahrain            |
| 30.    | Mexiko             |
| 31.    | Neuseeland         |
| 32.    | Burundi            |

## Weltmeisterteam
Für Spanien spielten Pol Amores, Álvaro Pérez, Carlos Ocaña, Ferran Castillo, Jokin Aja, Djordje Cikusa, Víctor Romero, Pablo Herrero, Ezequiel Conde, Ian Barrufet, Alejandro Pisonero, Pablo Guijarro, Petar Cikuša, Josu Arzoz, Xavier González, Alberto Delgado und José María Fernández-Martos. Trainer waren Javier Fernández und Alejandro Mozas.

## Auszeichnungen
- Bester Spieler (Most Valuable Player, MVP): Frederik Emil Pedersen

All-Star-Team
| LA: Belal Ibrahim Massoud |                       | KL: Víctor Romero       |                      | RA: Xavier González |
|                           | RL: Aleksandar Čaprić |                         | RR: Lasse Vilhelmsen |                     |
|                           |                       | RM: Óli Mittún          |                      |                     |
|                           |                       | TW: Álvaro Pérez Méndez |                      |                     |

## Torschützenliste
| Platz | Spieler                | Team          | Tore |
| ----- | ---------------------- | ------------- | ---- |
| 1.    | Óli Mittún             | Färöer        | 87   |
| 2.    | Marvin Siemer          | Deutschland   | 56   |
| 2.    | Frederik Emil Pedersen | Dänemark      | 56   |
| 4.    | Kayijama Yves          | Ruanda        | 55   |
| 4.    | Mbesutunguwe Samuel    | Ruanda        | 55   |
| 6.    | Sandro Darsania        | Georgien      | 53   |
| 7.    | Isak Vedelsbol         | Färöer        | 52   |
| 7.    | Hussain Furaij         | Saudi-Arabien | 52   |
| 9.    | Marius Olseth          | Norwegen      | 51   |